# Stahlhelm

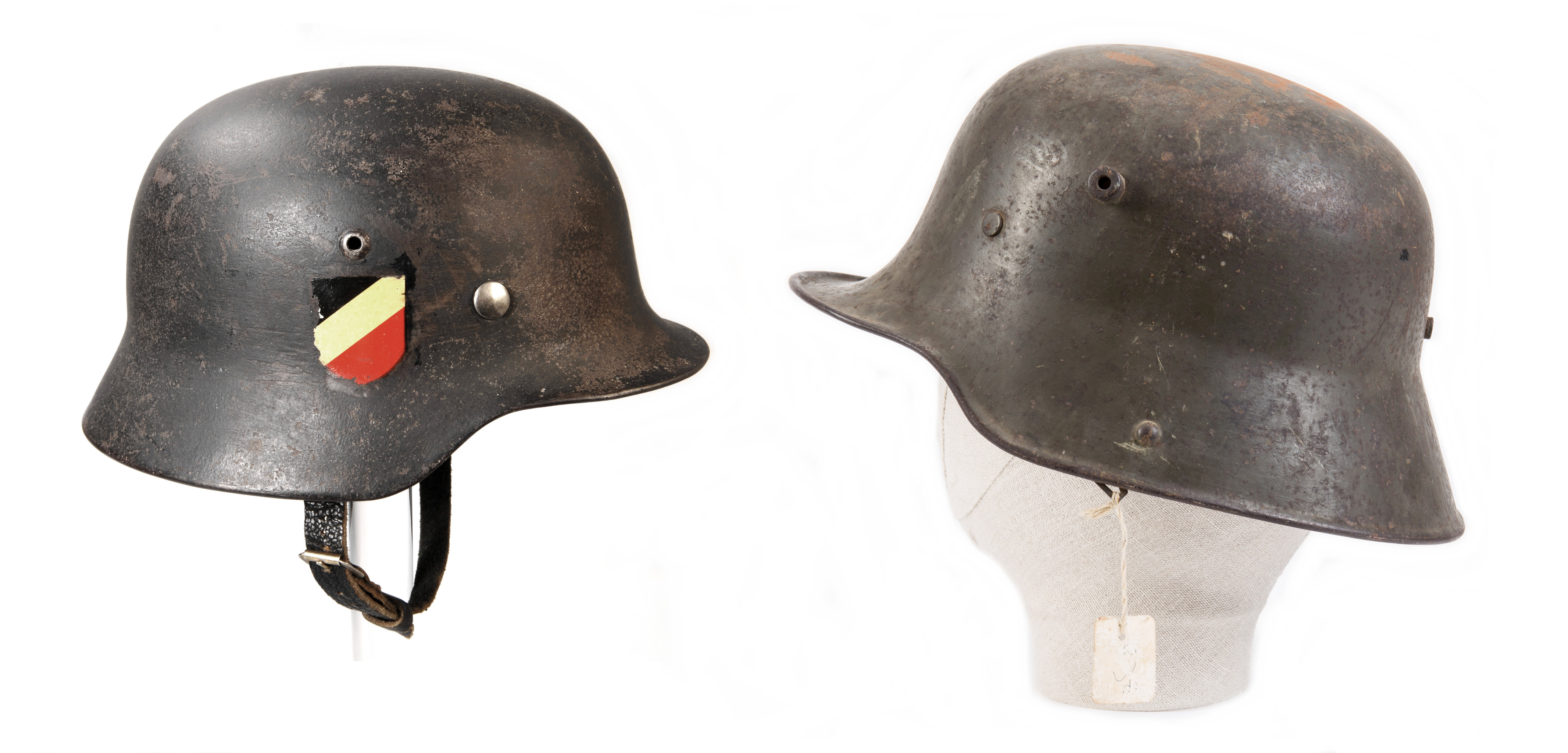
Stahlhelm M1935 (po lewej) oraz M1916 (po prawej)

Stahlhelm (pol. hełm stalowy) – funkcjonująca potocznie nazwa niemieckiego hełmu wojskowego, z łatwo rozpoznawalnym, charakterystycznym wydatnym nakarczkiem (Stahlhelm M1916 i M1935 oraz ich pochodne). W szerszym znaczeniu: ogół zróżnicowanych modeli niemieckich hełmów stalowych opracowanych w latach 1916–1971 oraz konstrukcji silnie do nich nawiązujących.
Pierwszy Stahlhelm (M1916) wszedł na wyposażenie Armii Cesarstwa Niemieckiego w 1916 r., zastępując używaną wcześniej skórzaną pikielhaubę. W 1935 r. na potrzeby Wehrmachtu stahlhelm został znacznie zmodyfikowany, dzięki czemu stał się poręczniejszy i wygodniejszy w użytkowaniu (M1935). Ostatni model niemieckiego hełmu stalowego wprowadzony został w 1956 r. w Narodowej Armii Ludowej, jednak miał on już zupełnie inną formę niż „klasyczne” modele. Stahlhelmy używane były przede wszystkim w armii niemieckiej, ale przyjęto je również w szeregu innych państw, opracowując również wersje regionalne.

## Stahlhelm w Niemczech

### I wojna światowa

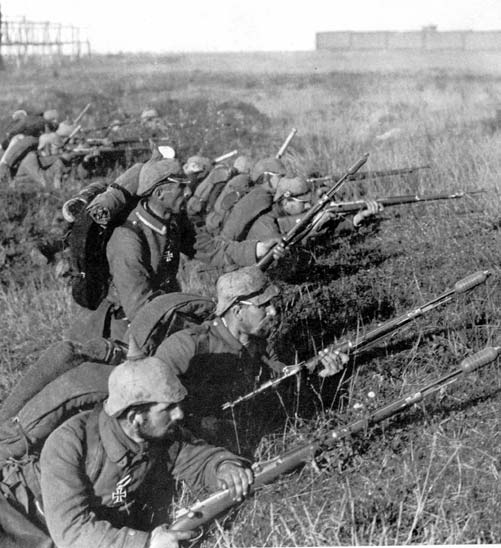
Żołnierze niemieccy w umundurowaniu z początku wojny; na głowach skórzane pikielhauby

Na początku I wojny światowej, żołnierze wszystkich stron konfliktu, nosili na głowach płócienne czapki lub skórzane pikielhauby, nie zapewniające żadnej ochrony przed odłamkami i szrapnelami. W toku wojny, w wyniku działań artylerii gwałtownie rosła liczba ofiar z ranami głowy, ciężkimi w leczeniu i często śmiertelnymi. W związku z tym zwrócono uwagę na konieczność zapewnienia żołnierzom należytej ochrony. Pierwsi na ten problem zareagowali Francuzi, wprowadzając już w 1914 r. „stalowe ochraniacze” zakładane pod czapki, a następnie wprowadzając w 1915 r. stalowy hełm Adriana, który stał się pierwszym nowoczesnym hełmem wojskowym. Niemal od razu w ich ślady poszli Brytyjczycy, wprowadzając hełm Brodiego. Niedługo potem Inni członkowie Ententy, rozpoczęli przyjmowanie hełmów francuskich lub brytyjskich, bądź tworzyli ich lokalne modyfikacje (np. włoski hełm Mod. 16).
Zapotrzebowanie na stalowe hełmy nie pozostało również niezauważone w armiach państw centralnych. Zanim jednak opracowano tam własny wariant tego uzbrojenia ochronnego, żołnierze musieli tworzyć hełmy improwizowane. Żołnierze niemieckiego oddziału pod dowództwem generała Hansa Gaede, w porównaniu z innymi odcinkami frontu, doznawali wyjątkowo licznych obrażeń głowy podczas walk w górzystym rejonie wogezów, głównie z powodu małych odłamków skał, potęgujących działanie artylerii. Z powodu braku regulaminowych hełmów, postanowiono opracować tam własne doraźne środki ochrony głowy. Za sprawą szefa sztabu – pułkownika Hesse, wyprodukowano w Mühlhausen 1500 prowizorycznych hełmów. Hełm Gaede miał postać skórzanego kasku, z nałożoną na niego ciężką 6 mm stalową płytą, chroniącą przednią część czaszki i nos.

#### M1916

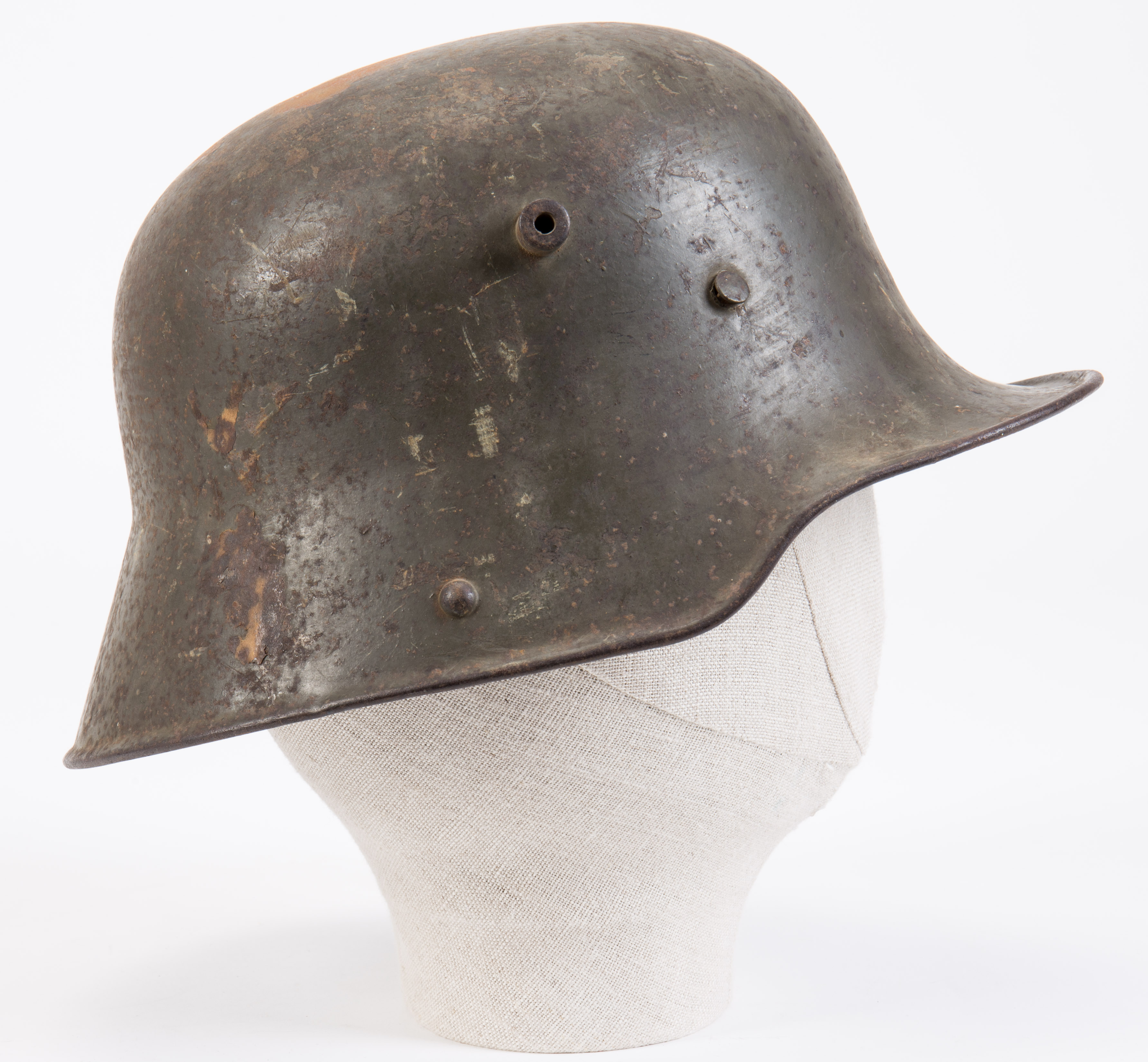
Stahlhelm M1916

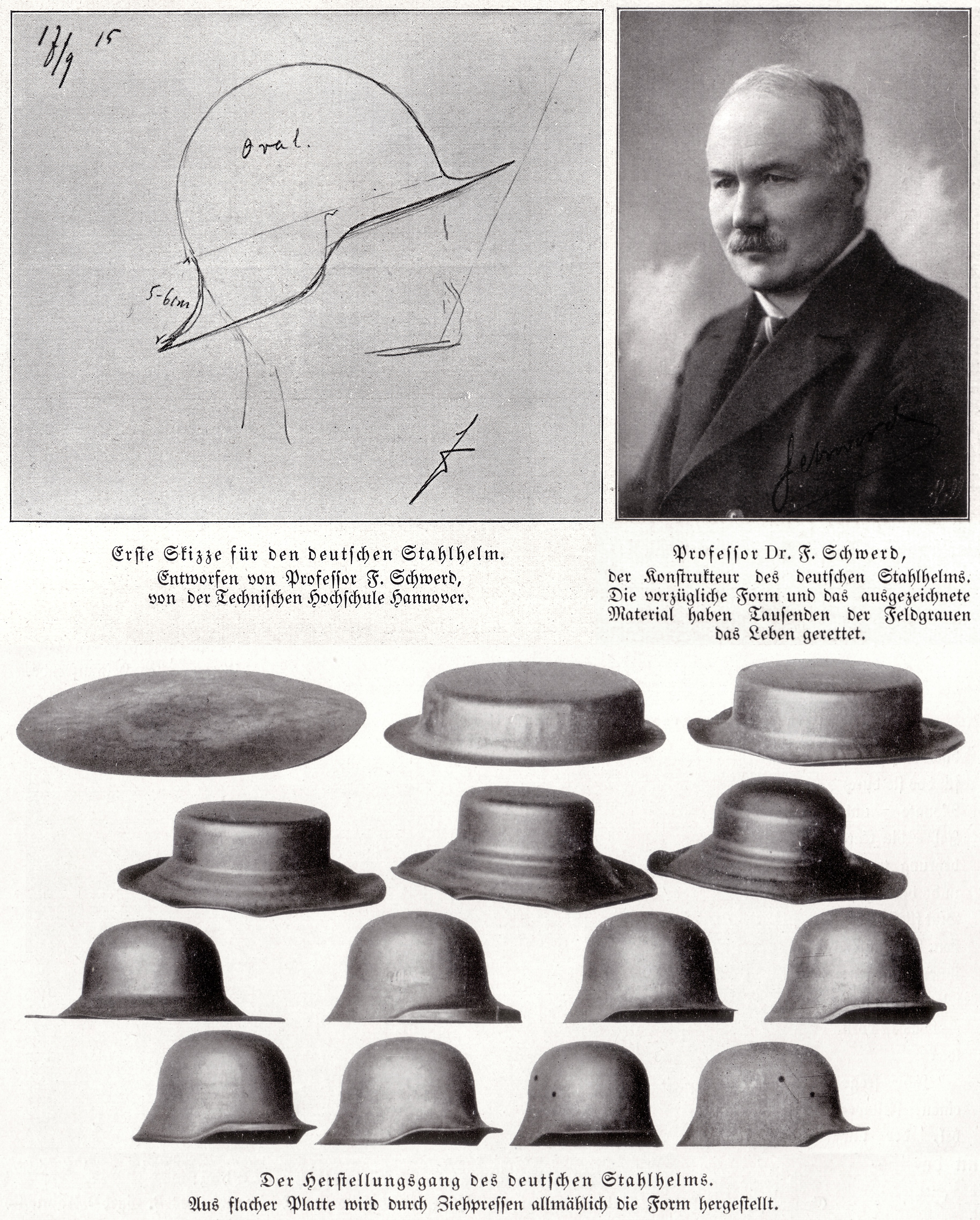
Friedrich Schwerd i jego projekt Stahlhelmu

Inicjatorem wprowadzenia nowoczesnego hełmu w armii niemieckiej był prof. August Bier. Chirurg służący w XVIII Korpusie na froncie zachodnim, który postanowił zapobiec częstym urazom głowy spowodowanymi odłamkami. Po konsultacji z dr Friedrichem Schwerdem z Hanowerskiego Instytutu Technicznego (służył jako kapitan w 2 Armii), który zapewnił go, że istnieją techniczne możliwości na masową produkcję hełmów stalowych, 15 sierpnia 1915 Bier wystosował list do naczelnego lekarza 2 Armii, zwracając uwagę na konieczność wprowadzenia hełmów chroniących przed urazami czaszki i karku. Propozycja została zaaprobowana przez szefa sztabu generalnego i naczelnego dowódcę wojsk niemieckich Ericha von Falkenhayna, który przedstawił ją w Ministerstwie Wojny.
4 września 1915 r. Schwerd został wezwany do Berlina, gdzie wziął udział w naradzie, w wyniku której zlecono mu opracowanie projektu hełmu stalowego i przygotowanie wdrożenia go do produkcji. Opracowany przez Schwerda Stahlhelm, nawiązywał swoim kształtem do średniowiecznej salady i w przeciwieństwie do hełmów ententy posiadał wydatny, dobrze chroniący kark i skronie nakarczek, który zachodził aż przed ucho (element ten stał się jego znakiem rozpoznawczym). Hełm produkowany był w 14 etapach procesu produkcyjnego z jednego kawałka tłoczonej blachy o grubości 1,1 mm. Stal użyta do produkcji Stahlhelmów charakteryzowała się lepszą jakością w stosunku do hełmów ententy. W przeciwieństwie np. do hełmów brytyjskich wykonanych z manganowej stali Hadfielda, niemieckie stahlhelmy wykonane były z lepszej jakości, twardszej martenzytycznej stali chromowo-niklowej. Charakterystyczną cechą Stahlhelmu były dwa wystające kominki wentylacyjne umieszczone po bokach w górnej części dzwonu, służące również do montażu tzw. Stirnpanzer (dodatkowej ok. 6–7 mm płyty pancernej umieszczanej w przedniej części hełmu, mającej zwiększyć walory ochronne).
Zarówno kształt stahlhelmów, jak i użyte do ich produkcji materiały, zapewniały lepszą ochronę niż hełmy przeciwnika, jednak były droższe w produkcji i charakteryzowały się większą masą na czym cierpiała wygoda użytkowania (Stahlhelm ważył średnio 1,19 kg, podczas gdy Adrian 0,76 kg, a Brodie 0,59 kg). Hełmy produkowano w rozmiarach od 60 (obwód głowy do 53 cm) do 70 (obwód głowy do 62 cm), a w zależności od rozmiaru dzwon hełmu miał inną masę i wielkość. Brzegi dzwonu zawijano do wewnątrz, dzięki czemu krawędzie były pogrubione i jednocześnie gładkie z zewnątrz. Fasunek składał się z 3 skórzanych segmentów wypełnionych wyściółką i skórzanego paska podbródkowego z możliwością regulacji. Pasek przymocowany był do dzwonu hełmu, za pomocą takich samych uchwytów jak w starszych pikielhaubach.

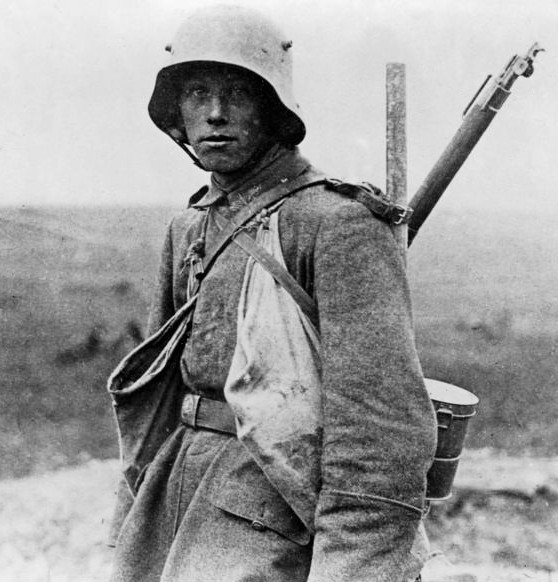
Żołnierz w stahlhelmie M1916, front zachodni 1916 r.

Pierwsze Stahlhelmy zostały pomyślnie przetestowane w listopadzie 1915 r. na poligonie w Kummersdorfie, po czym rozpoczęto ich masową produkcję. Do stycznia 1916 r. huty w Thale i Harz dostarczyły 30 tys. szt. stahlhelmów, które przyjęto oficjalnie na wyposażenie jako Stahlschutzhelm Modell 1916 (skr. M1916, M16). Nowe hełmy dostarczane były jednostkom na froncie od lutego 1916 r., a pierwsze egzemplarze trafiły do żołnierzy walczących pod Verdun (5 batalion szturmowy Rohr pod dowództwem kapitana Willy’ego Rohra).
M1916 dobrze sprawdziły się w swojej roli, zapewniając żołnierzom odpowiednią ochronę (zgodnie z przewidywaniami wprowadzenie hełmów stalowych znacząco ograniczyło przypadki poważnych urazów głowy). Porucznik Walter Schulze z 8 kompanii 79 rezerwowego pułku piechoty, tak opisywał swoje doświadczenie z nowym hełmem podczas bitwy nad Sommą 29 lipca 1916 r:
[...] nagle z ogłuszającym łomotem, zostałem trafiony w czoło i powalony na dno okopu... pocisk szrapnela uderzył w mój hełm z ogromną siłą, nie przebijając go, ale wystarczająco mocno aby go wgnieść. Gdybym, tak jak kilka dni wcześniej był w czapce, to pułk straciłby jeszcze jednego człowieka.
M1916 nie pozbawione były jednak mankamentów: były ciężkie, a rozbudowany nakarczek zagłuszał dźwięki. Przydatność montowanej na czole, pancernej płyty Stirnpanzer okazała się mocno ograniczona, ponieważ przeciążała hełm do przodu, przez co podczas ruchu, hełm wraz z płytą przekrzywiał się na twarz. Mimo to, Stirnpanzer, wraz z pancerzem okopowym, wykorzystywana była niekiedy przez żołnierzy pełniących służbę na posterunkach obserwacyjnych, bardziej narażonych na działanie odłamków.

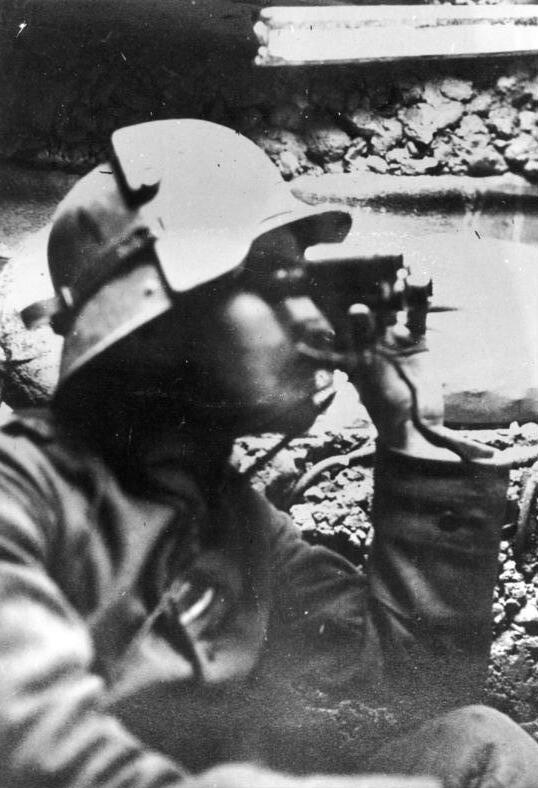
M1916 z nałożoną osłoną pancerną Stirnpanzer
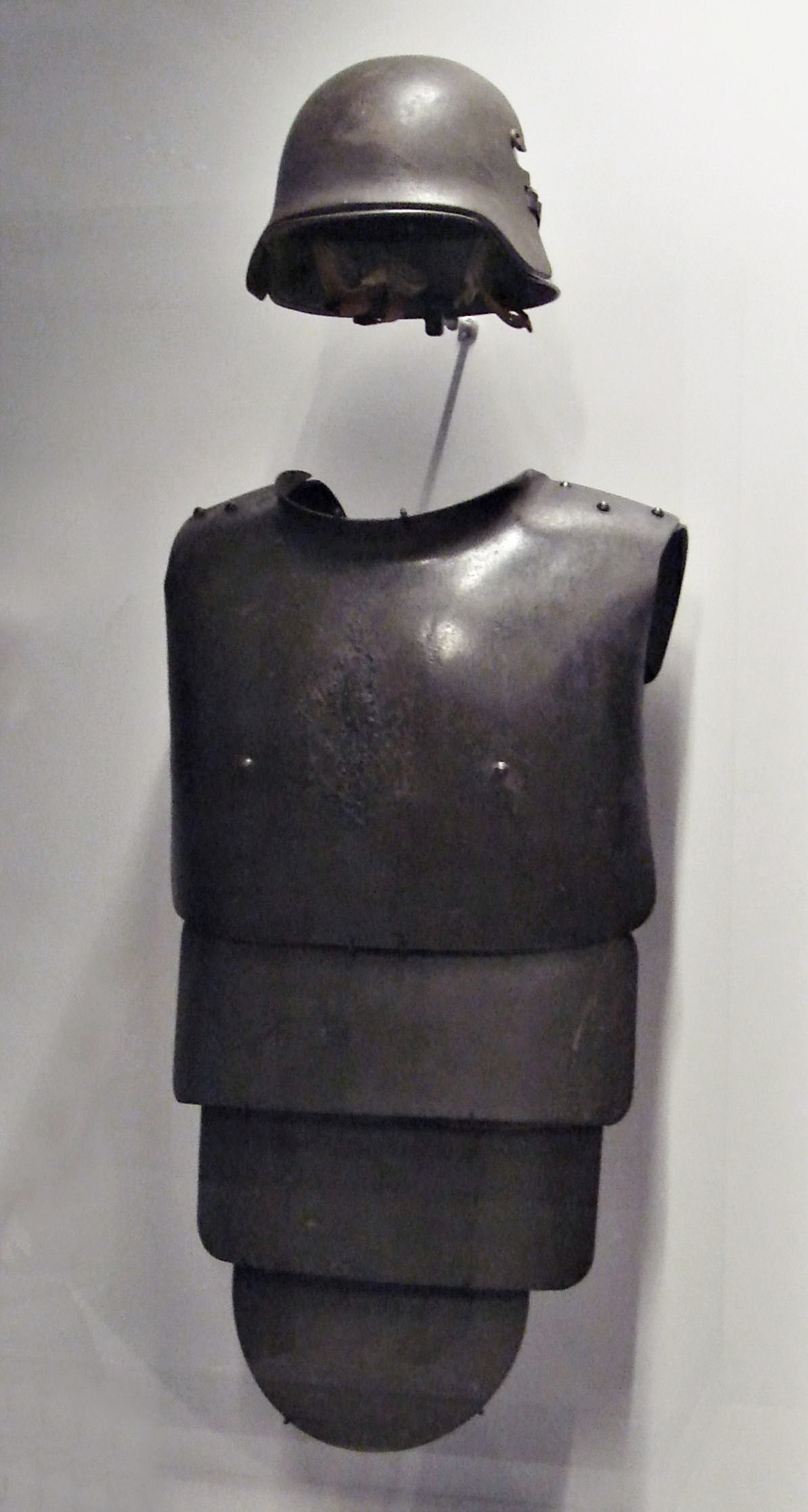
Stahlhelm M1916 wraz z pancerzem okopowym chroniącym przed odłamkami
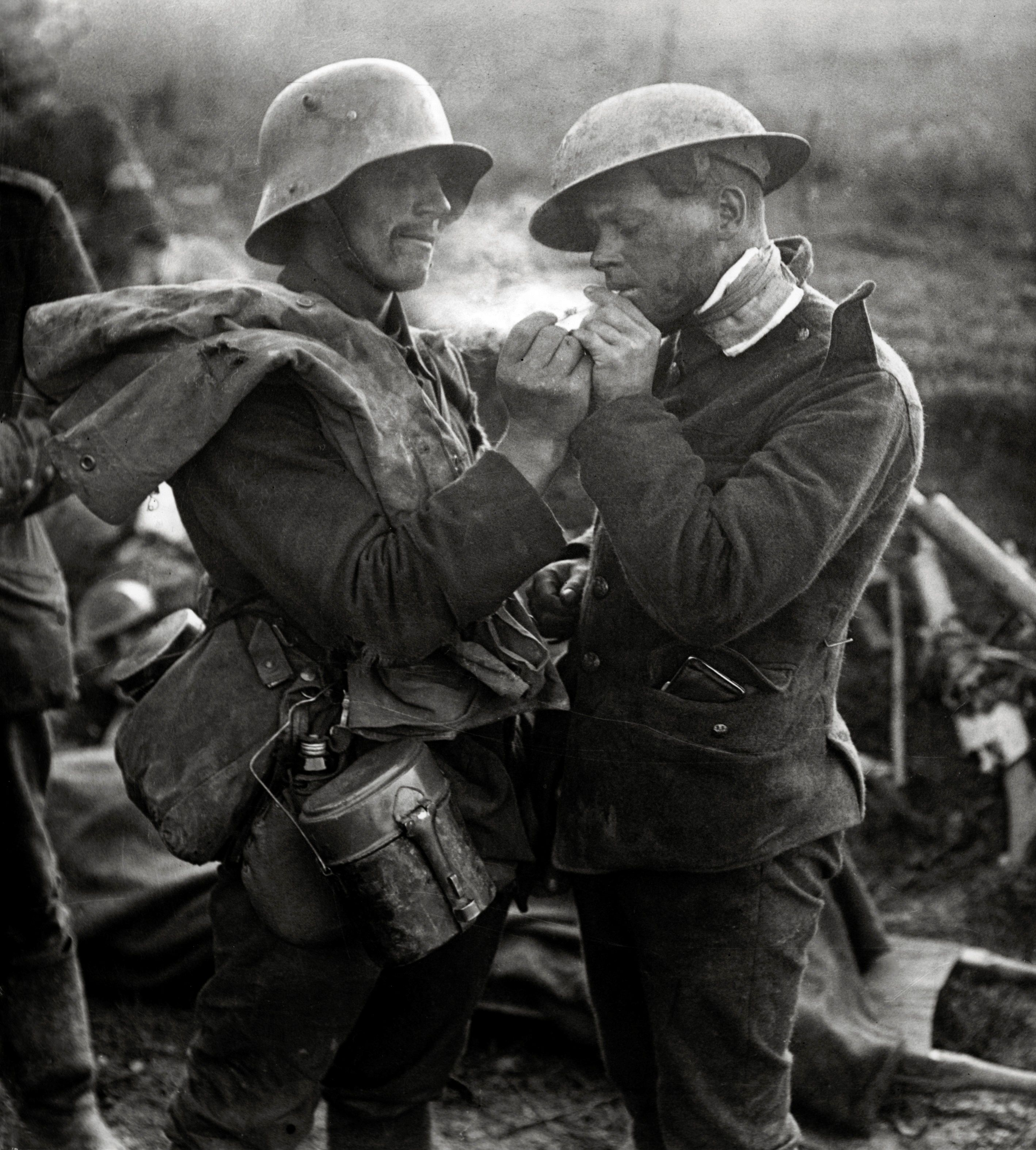
Porównanie hełmów: niemiecki M1916 i brytyjski Brodie Mk. 1
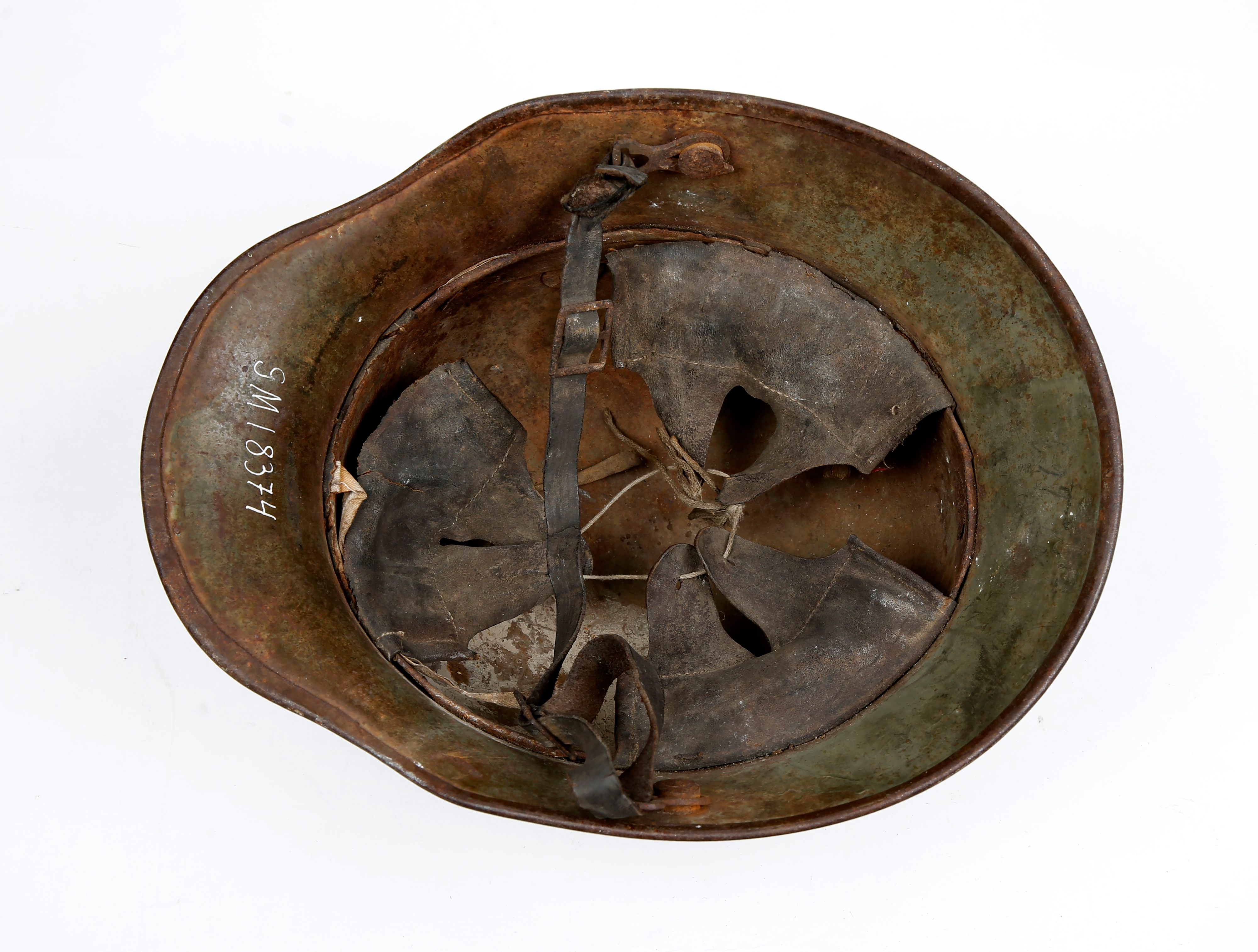
Fasunek hełmu M1916

#### M1918
W 1918 r. hełm nieznacznie przeprojektowano, wprowadzając nowy dwuczęściowy pasek podbródkowy, który mocowany był do obręczy fasunku, a nie jak wcześniej bezpośrednio do dzwonu. W wyglądzie zewnętrznym M1918 można rozpoznać po braku najniższego nitu na dzwonie (mocującego wcześniej uchwyt paska). W tym samym roku pojawił się również zmodernizowany wariant hełmu M1918 posiadający wycięcia w nakarczku na wysokości uszu, mające redukować zagłuszanie dźwięków (wersja ta często określana jest również jako kawaleryjska). Jako że produkcję hełmów M1918 rozpoczęto już pod koniec wojny, trafiły na front w nieznacznej ilości.
Istniała również wersja M1918 z obciętym daszkiem, jednak jej przeznaczenie nie jest jasne. Spekuluje się, iż mogła to być wersja przeznaczona dla „wojsk pancernych”, co jest jednak bardzo mało prawdopodobne, ze względu na znikomą liczbę czołgów w Armii Cesarstwa Niemieckiego. Innym, bardziej prawdopodobnym przeznaczeniem tej wersji hełmu był eksport do Imperium Osmańskiego, gdzie już wcześniej wysyłano poddane podobnej modyfikacji hełmy M1916. Niezależnie jednak od pierwotnego przeznaczenia, M1918 z obciętymi daszkami znalazły się po wojnie na wyposażeniu paramilitarnych oddziałów Freikorps (obok M1916 i standardowych M1918).
Do końca I wojny światowej wyprodukowano ok. 8,5 mln Stahlhelmów (wszystkich wersji).

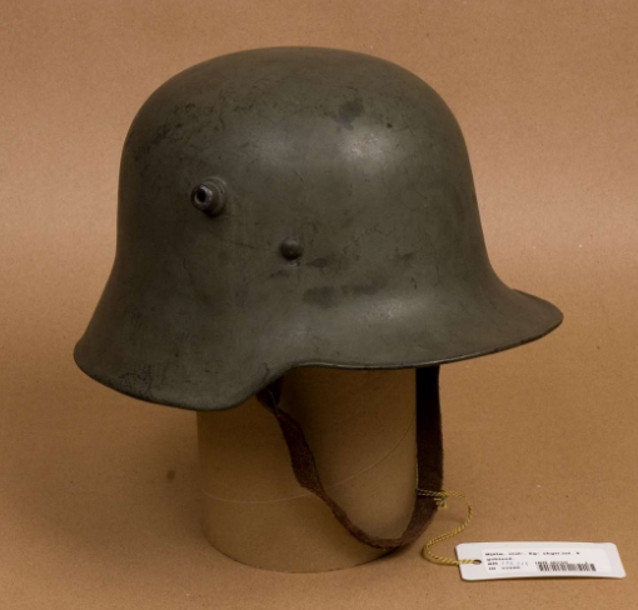
M1918 standardowy
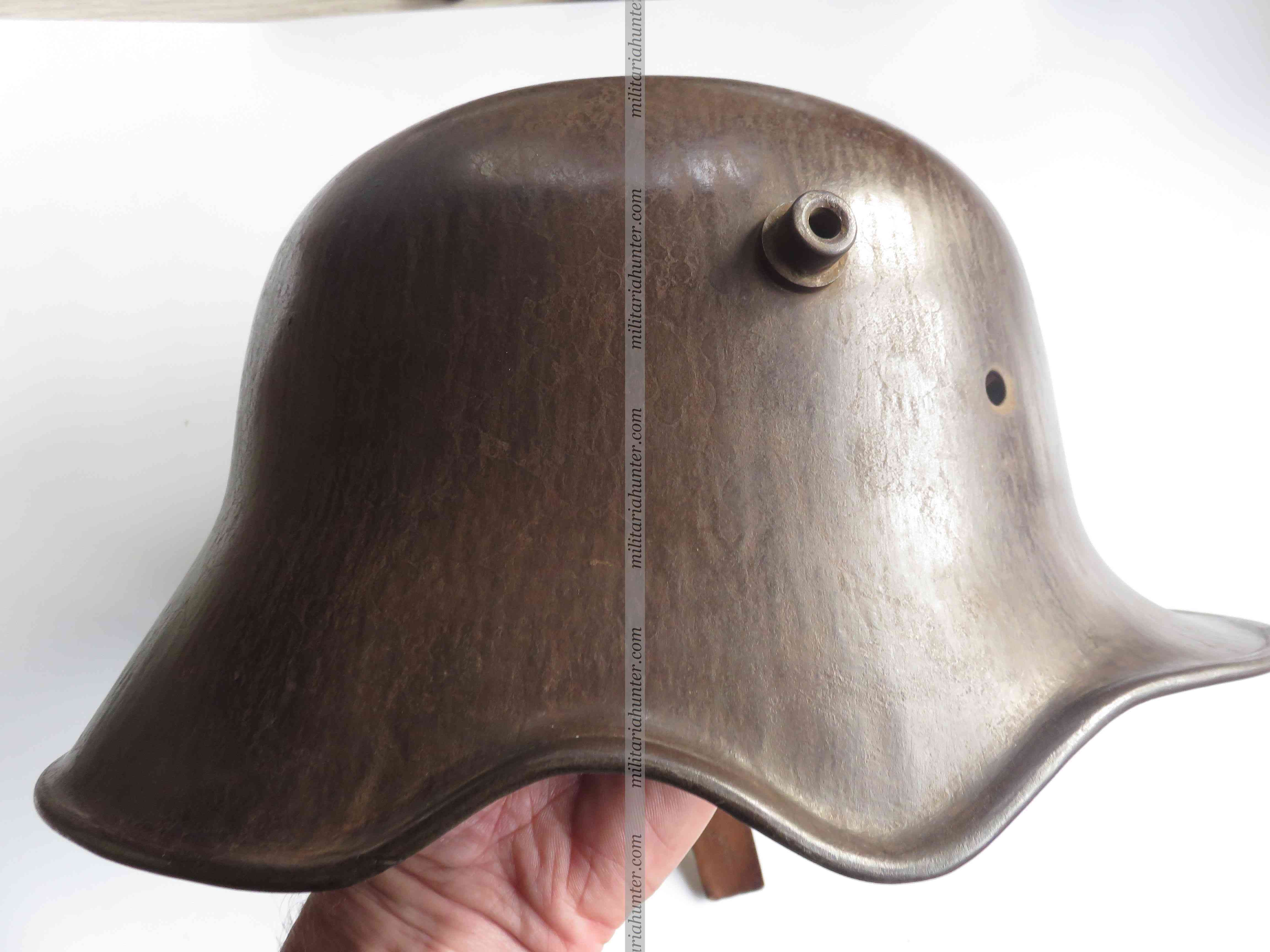
M1918 kawaleryjski
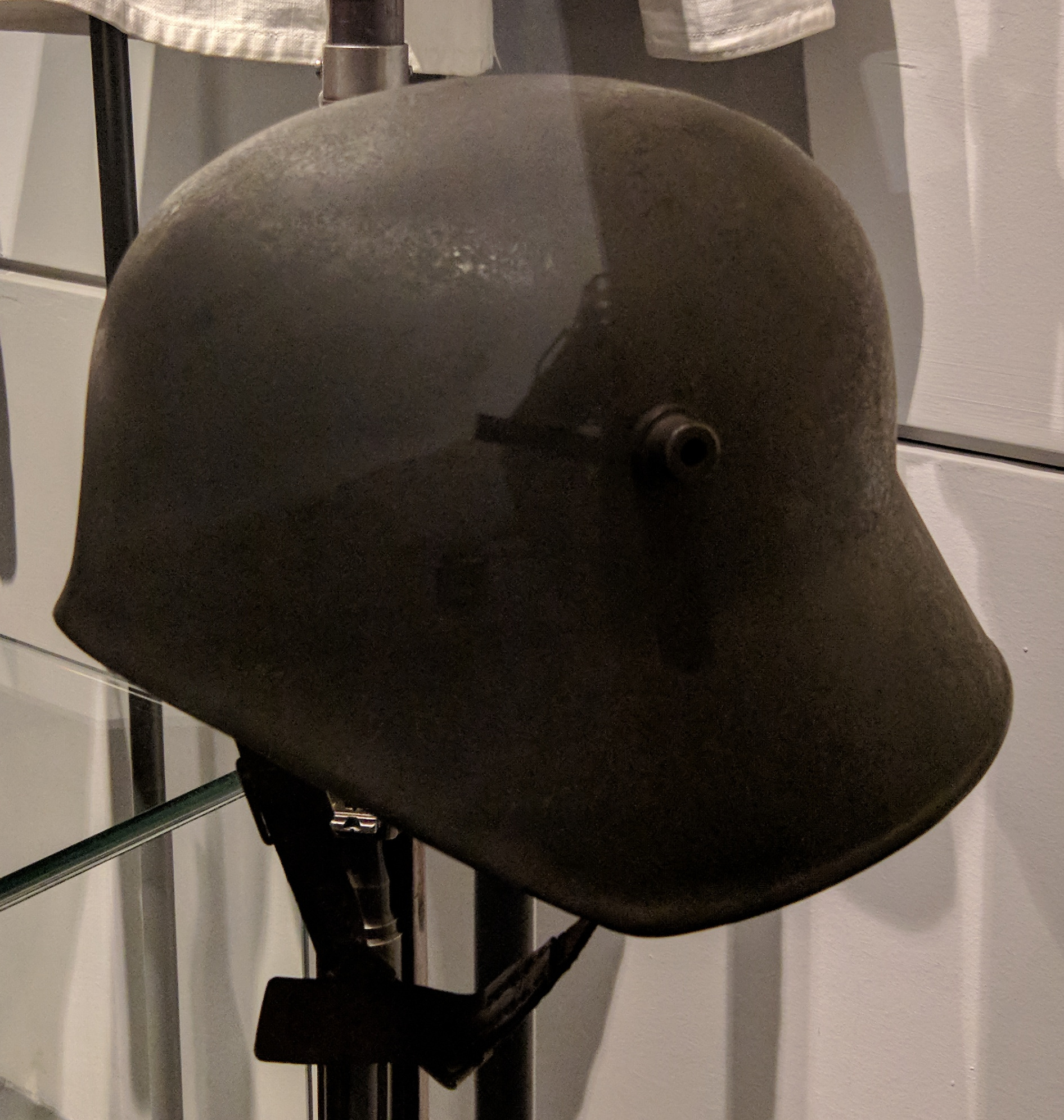
M1918 zmodyfikowany (obcięty daszek)
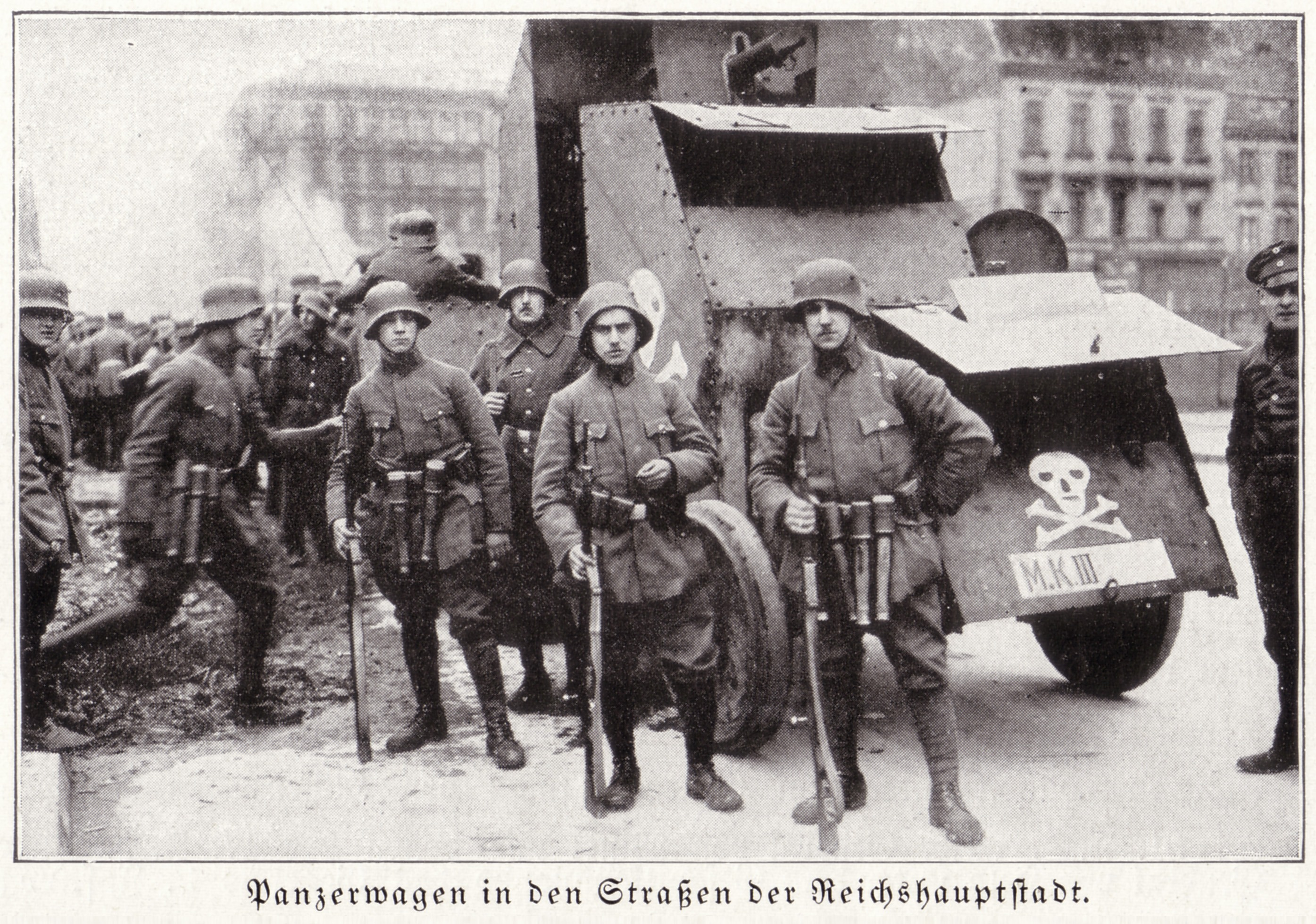
Oddział Freikorpsu wyposażony w hełmy M1918 z obciętymi daszkami

#### Malowanie i maskowanie (1916–1918)
Mimo że oryginalnie hełmy malowane były farbą w maskującym kolorze feldgrau, żołnierze często indywidualnie dostosowywali maskowanie do bieżących warunków wykorzystując: błoto, liście, tkaniny i farby. Pierwsze regulaminowe środki maskujące pojawiły się na przełomie 1916/1917 r. w postaci jutowych pokrowców (likwidowały połysk gładkiego lakierowanego hełmu). Natomiast oficjalne wytyczne odnośnie do malowania maskującego hełmów pojawiły się dopiero w 7 lipca 1918 r., wraz z rozkazem nr 91 366 Ericha Ludendorffa. Dzwon hełmu miał być pomalowany w kilku kolorach, oddzielonych od siebie grubymi na palec liniami, a użyte barwy miały być dostosowane do pory roku (np. zieleń, brąz i ochra w lecie). Ten rodzaj maskowania nazywany jest potocznie kamuflażem witrażowym.

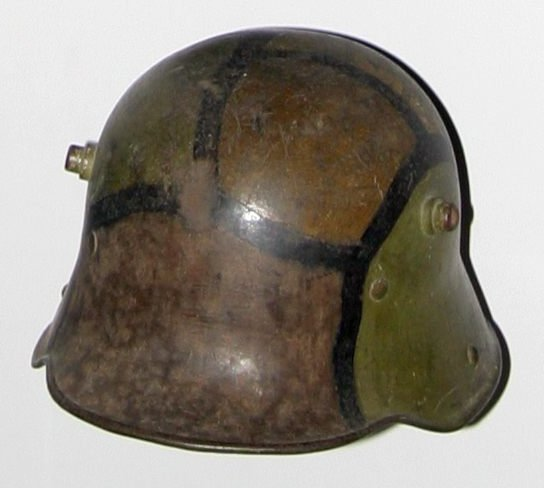
M1916 w kamuflażu witrażowym
Wzór kamuflażu stosowanego w czasie I wojny światowej.

### Okres międzywojenny i II wojna światowa
Po przegranej I wojnie światowej, okrojona armia Republiki Weimarskiej – Reichswehra, używała hełmów ze starych zapasów (M1916 i M1918). Sytuacja zmieniła się wraz z dojściem do władzy Adolfa Hitlera i powstaniem III Rzeszy.

#### M1935

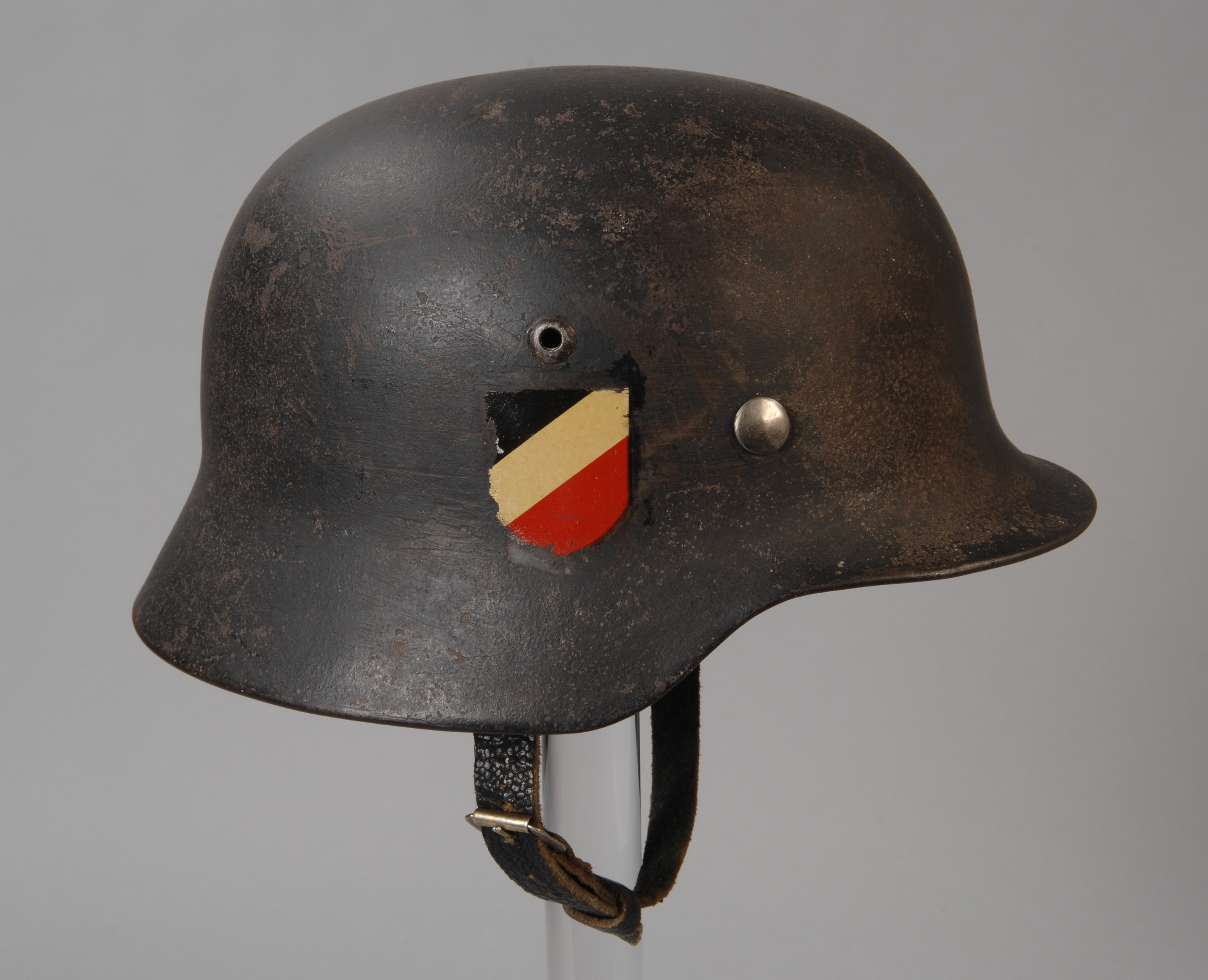
M1935

Łamiąc postanowienia traktatu wersalskiego, Hitler rozpoczął intensywną rozbudowę armii. Równocześnie w 1934 r. rozpoczęto prace nad nowym podstawowym wzorem Stehlhelmu.
W porównaniu z poprzednikami (M1916 i M1918), hełm w nowym projekcie został pomniejszony i odciążony (średnia waga ok. 1 kg), skrócono w nim daszek, oraz zmniejszono nakarczek. Zrezygnowano z wystających kominków wentylacyjnych (służących do mocowania nieudanej płyty pancernej), i zastąpiono je płytkimi nitami wentylacyjnymi. Zastosowano również całkowicie nowy skórzany fasunek (9 skórzanych segmentów) i pasek podbródkowy, projektując je tak, aby w każdym miejscu dzwon hełmu był oddalony od głowy o 2 cm, co znacznie poprawiło bezpieczeństwo i komfort użytkowania. Tak jak w poprzednich wersjach nowy Stahlhelm produkowano z jednego kawałka tłoczonej blachy stalowej o grubości 1,1 mm w rozmiarach od 60 (obwód głowy do 53 cm) do 70 (obwód głowy do 62 cm), a w zależności od rozmiaru dzwon hełmu miał inną masę i wielkość. Brzegi dzwonu tak jak wcześniej zawijano do wewnątrz, pogrubiając krawędzie. Hełm w nowej wersji produkowano jednak z nowej lepszej jakości stali molibdenowej, zwiększającej wytrzymałość dzwonu o ok. 15%.
Dzięki tym ulepszeniom nowy Stahlhelm stał się lżejszy, bardziej kompaktowy, wygodniejszy w noszeniu oraz wytrzymalszy i bezpieczniejszy od swoich poprzedników. 25 czerwca 1935 r. naczelne dowództwo nowo utworzonego Wehrmachtu przyjęło na wyposażenie nowy hełm jako Stahlhelm Modell 1935 (skr. M1935, M35), i nakazało zastąpić nim wszystkie poprzednie modele. W ciągu 2 następnych lat wyprodukowano ok. 1 mln egzemplarzy.

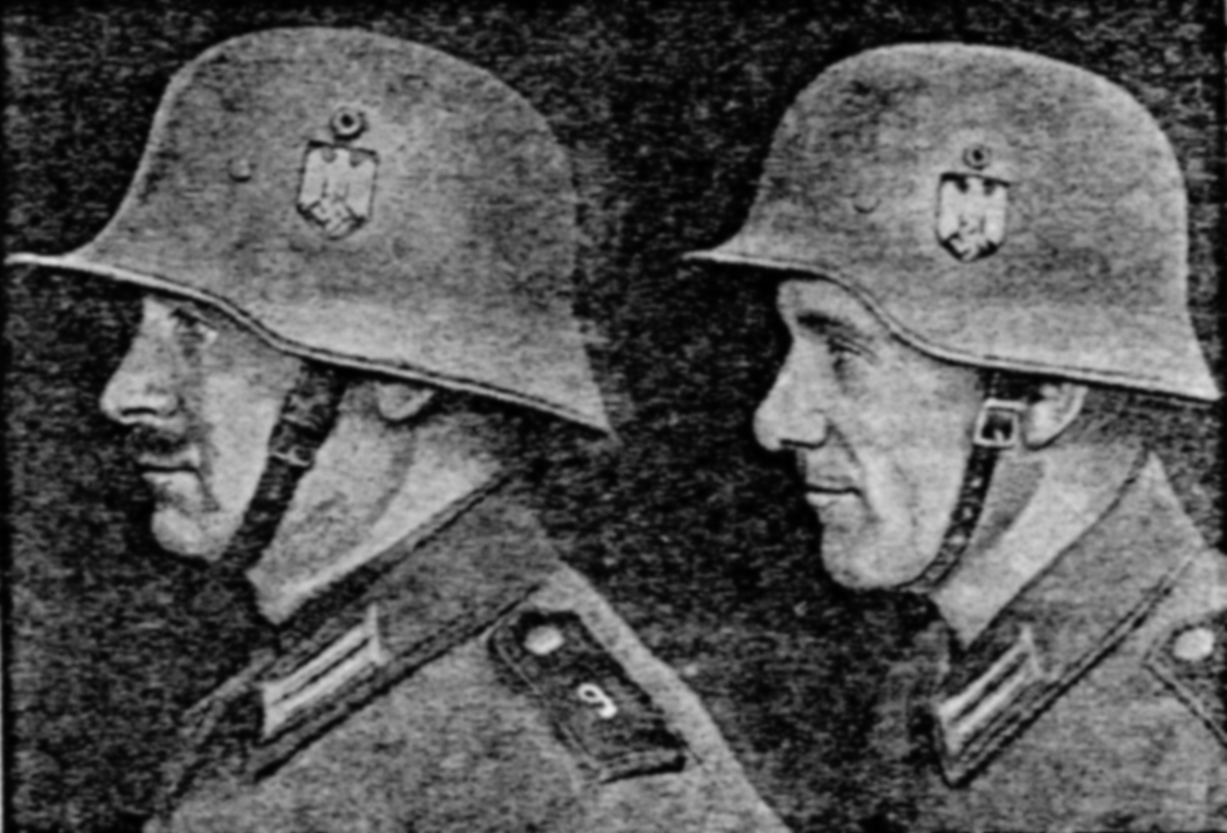
Porównanie Stahlhelmów: M1918 oraz M1935
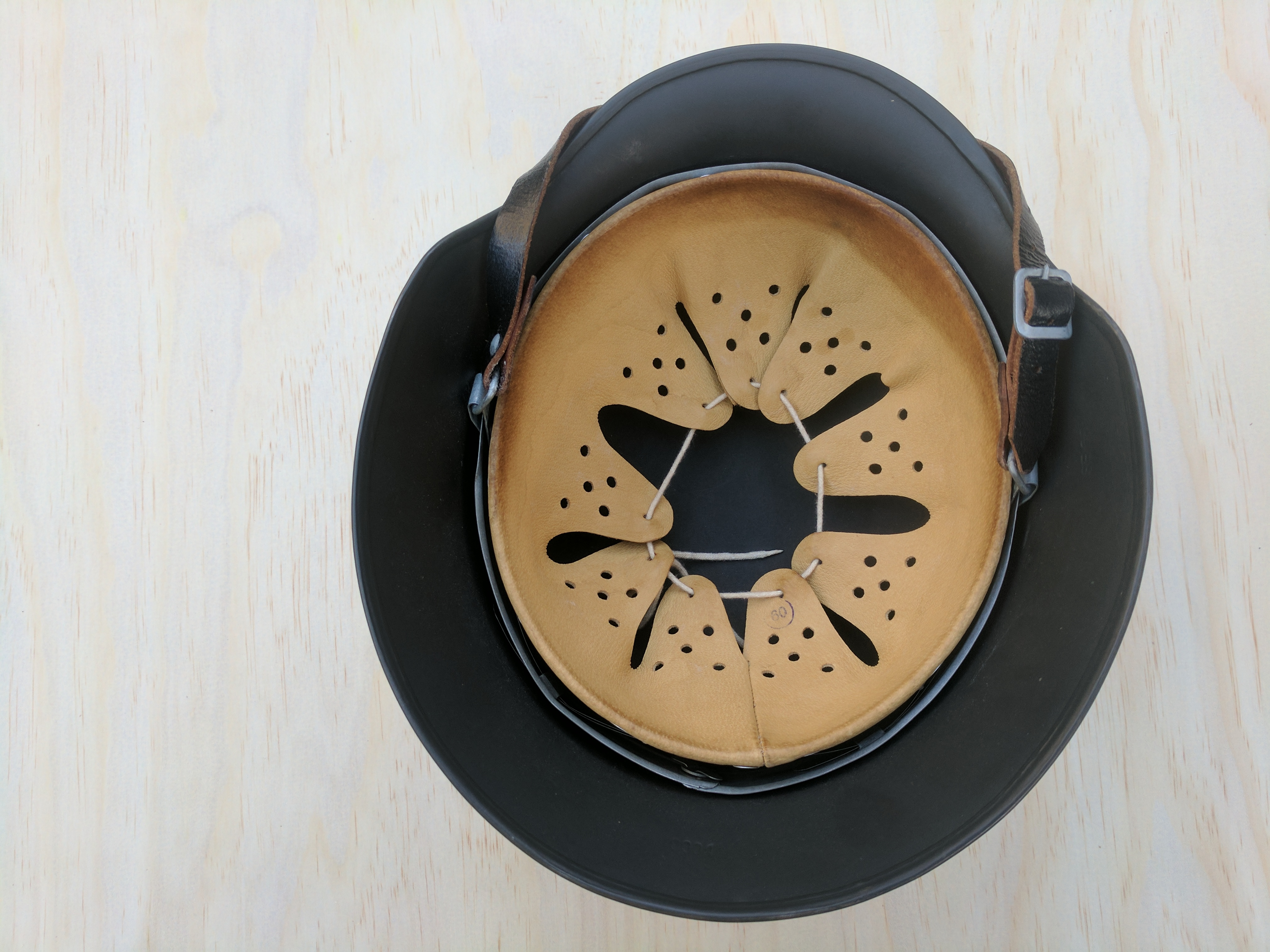
Nowy rodzaj fasunku

#### M1940, M1942 (wersje uproszczone)
Po wybuchu II wojny światowej, konstrukcję hełmu nieznacznie uproszczono w celu lepszego dostosowania jej do masowej produkcji. W 1940 r. w II wersji hełmu, zrezygnowano z nitu wentylacyjnego jako osobnego elementu, a zamiast niego wybijano wypukły otwór bezpośrednio w dzwonie hełmu. Zabieg taki nie zmieniał walorów ochronnych hełmu, a pozwalał zaoszczędzić czas i środki (produkcja M1935 wymagała 14 etapów produkcyjnych, natomiast M1940 – 11). Do produkcji hełmów M1940 zaczęto również stosować stal manganowo-krzemową.
Kolejnym uproszczeniem zastosowanym w III wersji hełmu w 1942 r., było zaprzestanie zawijania brzegów dzwonu pod spód. Krawędzie hełmu M1942 stały się przez to cieńsze, bardziej odstające i podatne na uszkodzenia, ale zastosowane uproszczenie zredukowało liczbę etapów produkcyjnych do zaledwie 4.
Ostatnią i najbardziej uproszczoną wersją, były egzemplarze produkowane w ostatnich miesiącach wojny w 1945 r., w których zrezygnowano z otworów wentylacyjnych.

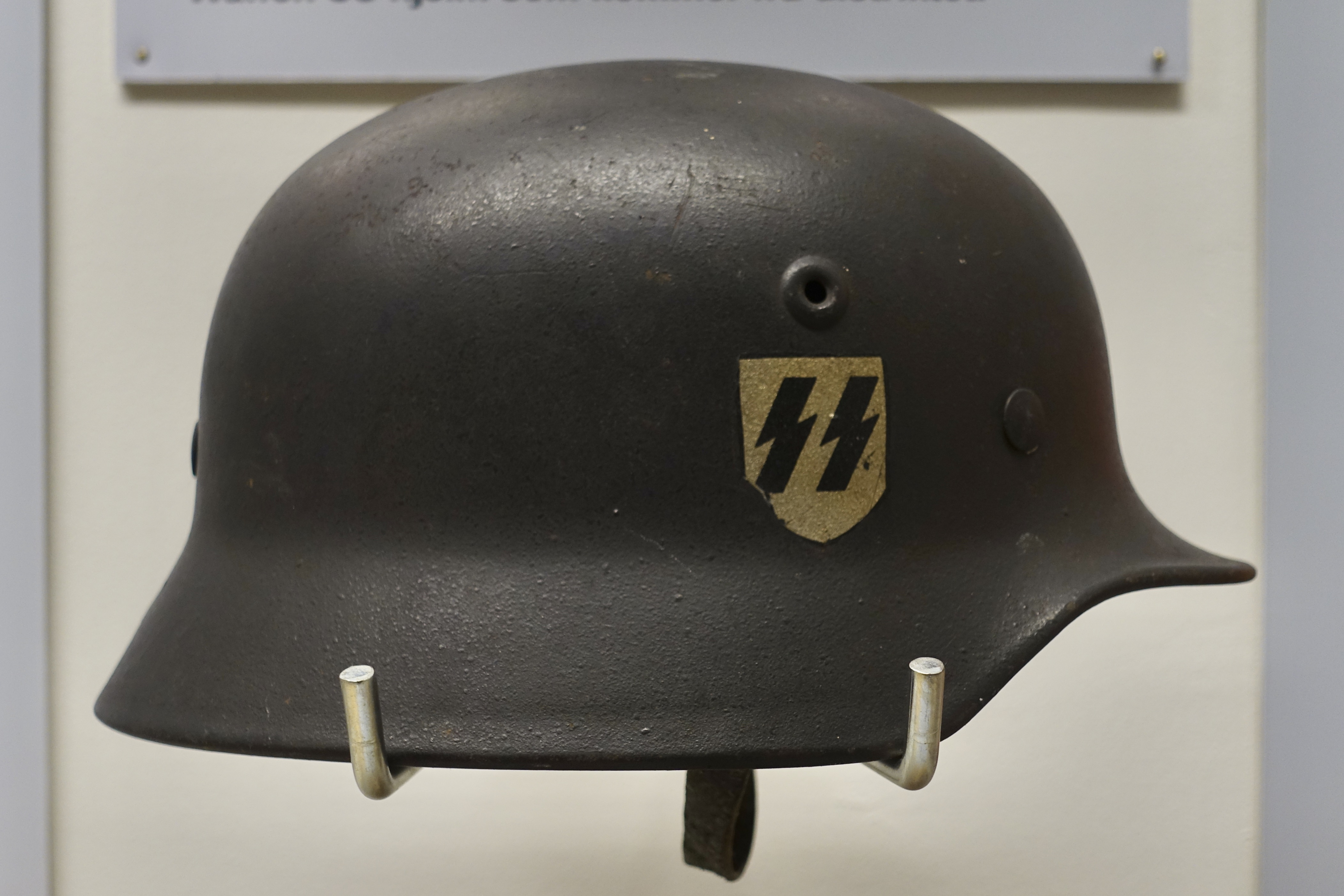
M1940
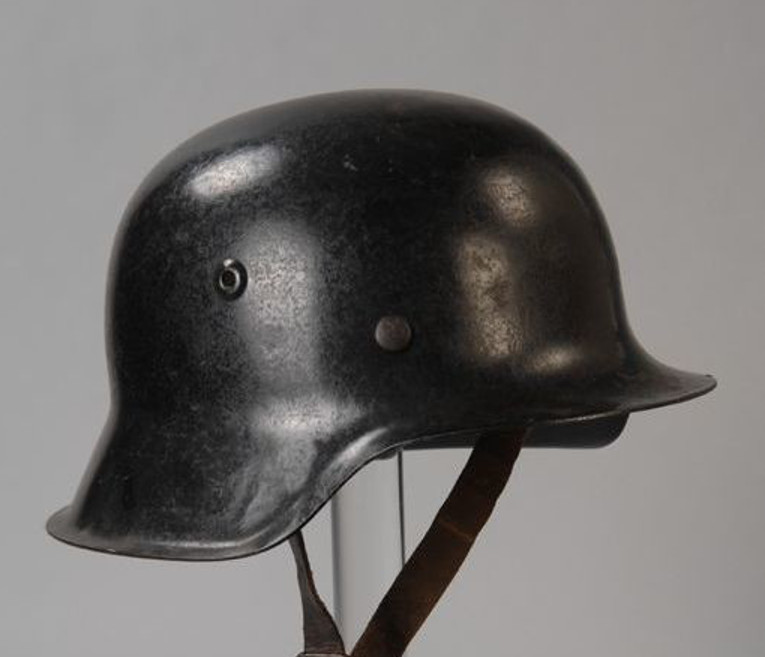
M1942

#### M1938

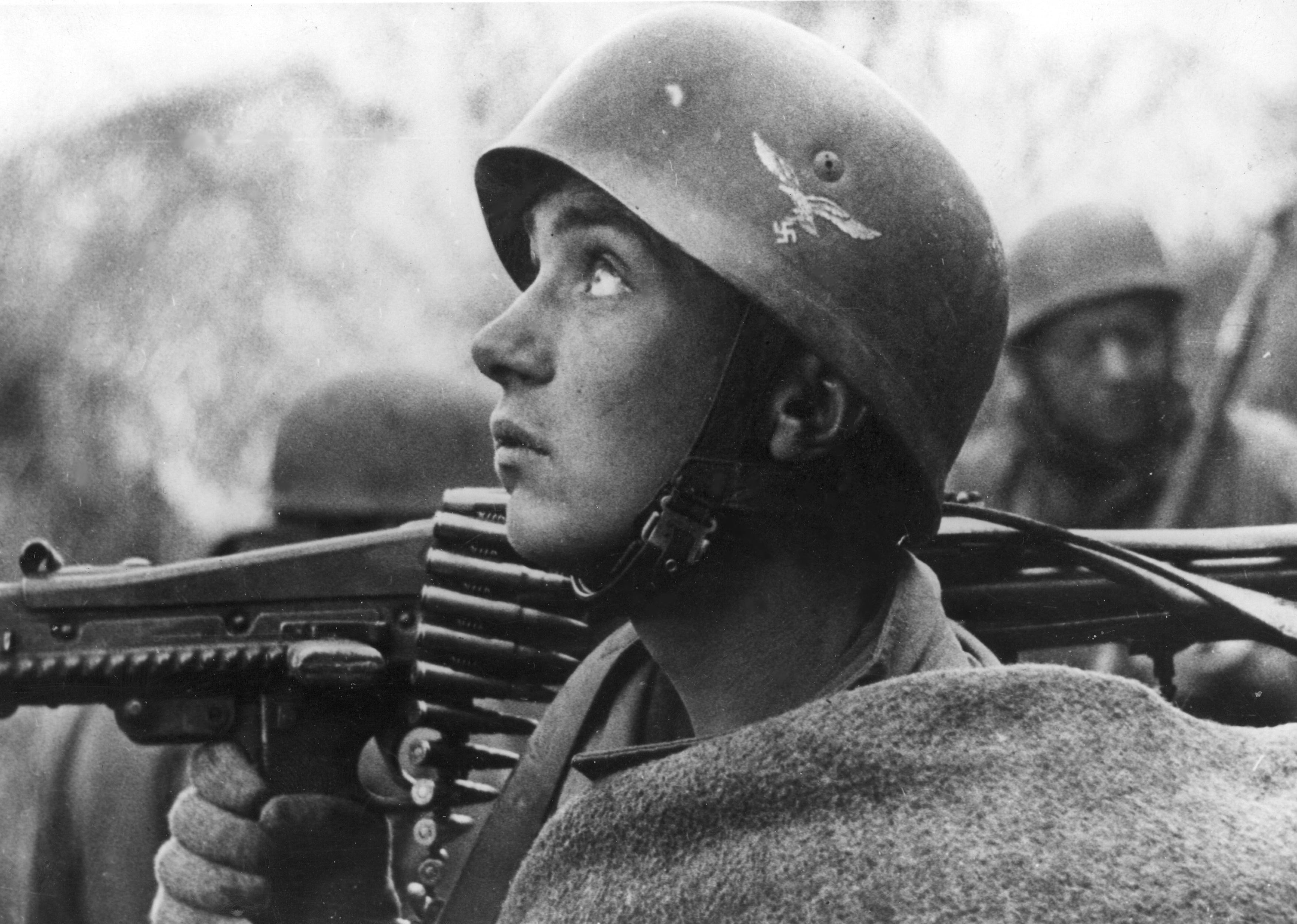
Fallschirmjägerhelm M1938

Od 1936 r. wraz z tworzeniem nowego rodzaju wojsk: Fallschirmjäger (wojska powietrznodesantowe), okazało się, że standardowe Stahlhelmy M1935 nie nadają się do skoków spadochronowych. Ich kształt tworzył znaczny opór powietrza, Zbyt luźno zapięty hełm mógł zostać zerwany z głowy skoczka, a zbyt ciasno mógł spowodować jego podduszenie. W związku z tym postanowiono zmodyfikować oryginalną konstrukcję, pozbawiając ją daszka i nakarczka (redukując tym samym opór powietrza). Zmodyfikowano również fasunek, wyposażając go w dodatkową amortyzację w postaci 7 ramion z mikrogumy o grubości 10 do 13 mm. Zastąpiono również dwupunktowy pasek podbródkowy, paskiem czteropunktowym w kształcie litery „Y” co zapewniało lepsze trzymanie się hełmu na głowie. Tak zmodyfikowany hełm przyjęto na wyposażenie pod nazwą Fallschirmjägerhelm M1938 (skr. M1938, M38).

#### Inne wersje
Stahlhelmy produkowano jednak nie tylko na użytek wojska. Konstrukcje bardzo zbliżone kształtem do M35, produkowano już od 1934 r. z przeznaczeniem dla między innymi policji (Ordnungspolizei) i straży pożarnej. Produkowane w licznych wersjach hełmy różniły się od wersji wojskowych przykładowo:
- wywietrznikami (często stosowane wywietrzniki w formie „sitka”)
- układem nitów i fasunkiem
- szczegółami kształtu
- materiałem (niektóre wersje wykonane z fibry)
- liczbą elementów z których został wykonany dzwon (np. łączenie dwóch kawałków blachy zamiast tłoczenie hełmu z jednego elementu)
- grzebieniem na szczycie dzwonu (w wersji strażackiej)

Osobną wersją z wyraźnie zmienionym kształtem były hełmy przeznaczone dla cywilnej obrony przeciwlotniczej (Luftschutz). Posiadały one bardziej rozkloszowany i rozbudowany nakarczek, który przybrał postać ronda otaczającego cały dzwon z wycięciem na wysokości uszu. Dzwony wykonywane były zazwyczaj z 2–3 połączonych ze sobą elementów blachy i malowane były na czarno lub granatowo. Emblemat Luftschutzu umieszczano na czole dzwonu. Współcześnie hełmy Luftschutzu, często bywają potocznie nazywane Gladiatorami, ze względu na pewne wizualne podobieństwo do starożytnych hełmów używanych przez rzymskich gladiatorów.

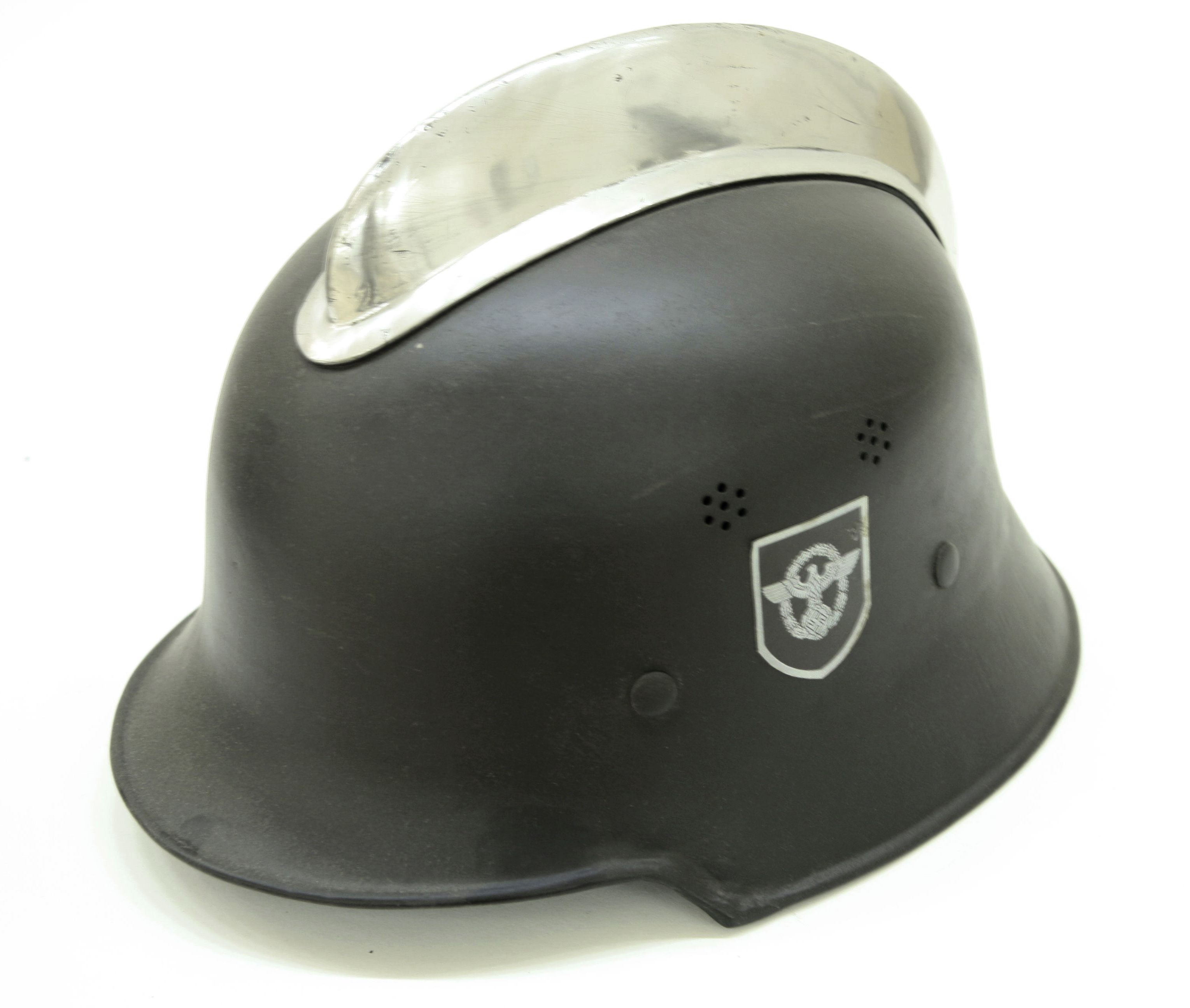
Stahlhelm M1934 strażacki (Feuerpolizei)
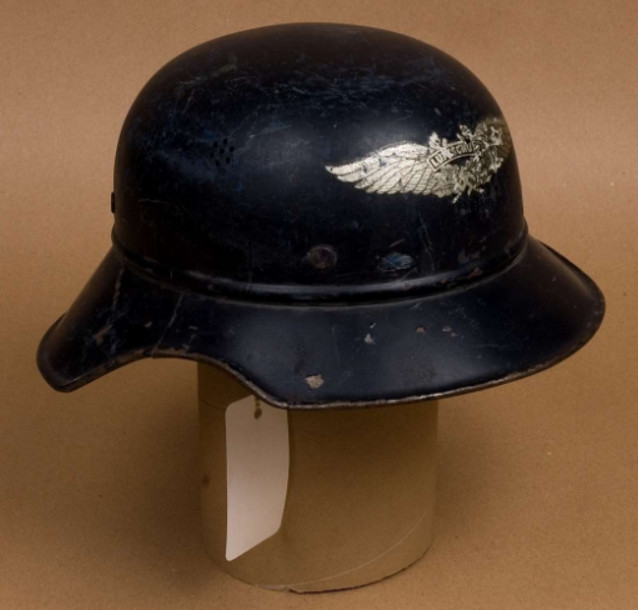
Luftschutzhelm M1944 dla cywilnej obrony przeciwlotniczej (Luftschutz)

#### Malowanie i maskowanie (1935–1945)
Stahlhelmy użytkowane przez armię niemiecką w okresie międzywojennym oraz na początku II wojny światowej, malowane były w dwóch podstawowych kolorach:
- szaro-zielonym (feldgrau) dla wojsk lądowych (Heer) oraz marynarki wojennej (Kriegsmarine)
- szaro-niebieskim (blaugrau) dla wojsk powietrznych (Luftwaffe)

Oprócz malowania, na hełmy nanoszono emblematy-kalkomanie w postaci 2 tarcz herbowych. Były one umieszczane po przeciwległych bokach hełmu, 4 mm poniżej otworu wentylacyjnego: po prawej tarcza w barwach narodowych, a po lewej z symbolem sił zbrojnych. W czasie wojny, praktyka ta zaczęła jednak stopniowo zanikać (początkowo ograniczono się do jednej kalkomanii z symbolem sił zbrojnych, a następnie całkowicie zrezygnowano z tego elementu).
W toku wojny, w wyniku prowadzenia działań wojennych na coraz bardziej zróżnicowanych terenach, kolory i odcienie farb używanych do malowania hełmów ulegały coraz większemu zróżnicowaniu, łącznie z pojawieniem się improwizowanych wielobarwnych malowań maskujących, które nie podlegały ścisłej standaryzacji i zależały w dużej mierze od użytkownika.
Analogicznie jak w czasie I wojny światowej w celu zwiększenia walorów maskujących, w Stahlhelmach stosowano niekiedy materiałowe pokrowce, jednak w przeciwieństwie do poprzedników były one pokryte wzorem kamuflażowym (np. splittertarn lub platanenmuster). Wykonywane były z tego samego materiału co maskujące pałatki – zeltbahn. Poza pokrowcami stosowano również nakładki w formie siatki z drutu lub sznurka, ułatwiające mocowanie elementów maskujących takich jak trawa, liście czy gałęzie.

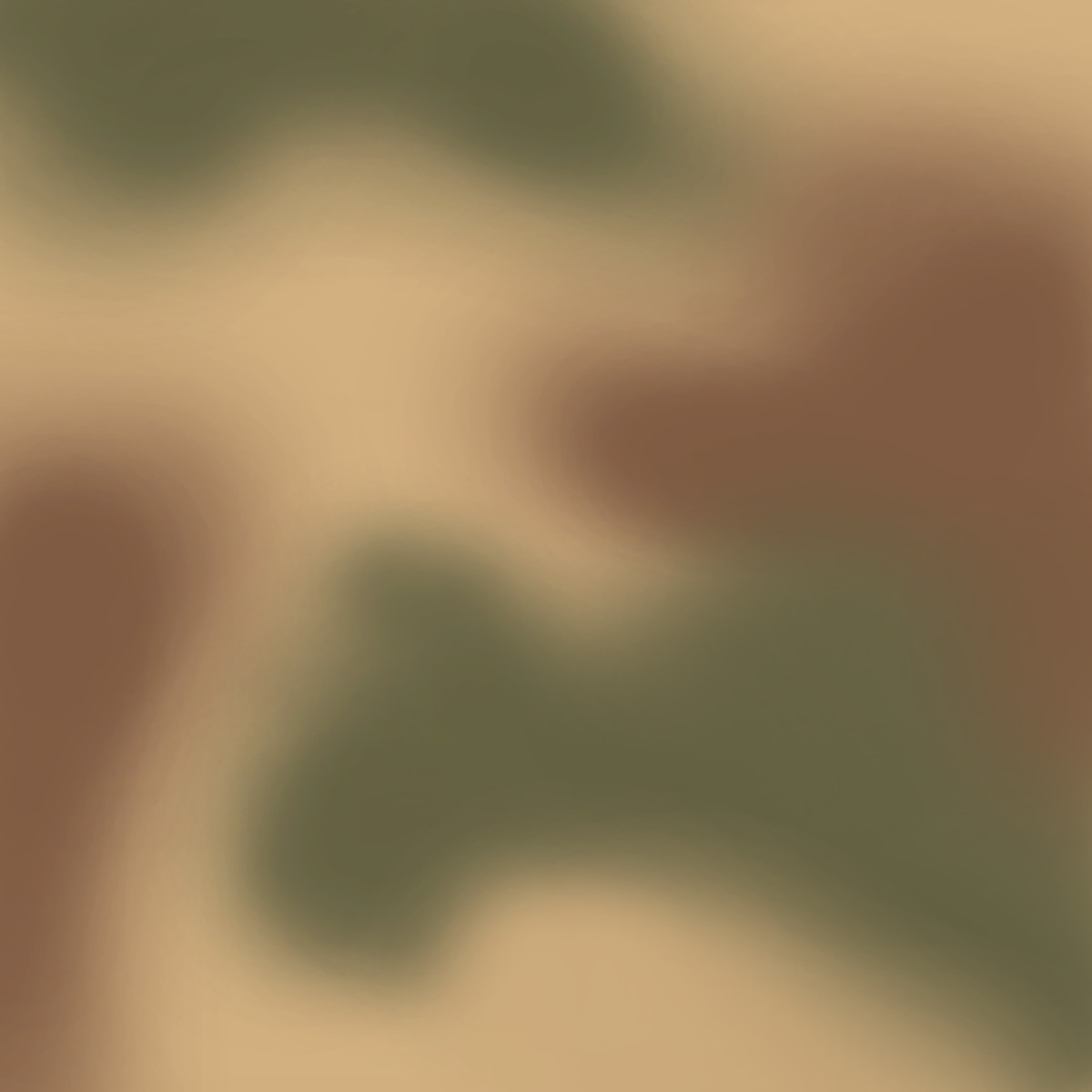
Przykład wzoru kamuflażu malowanego na hełmach w czasie II wojny światowej (tzw. kamuflaż normandzki)
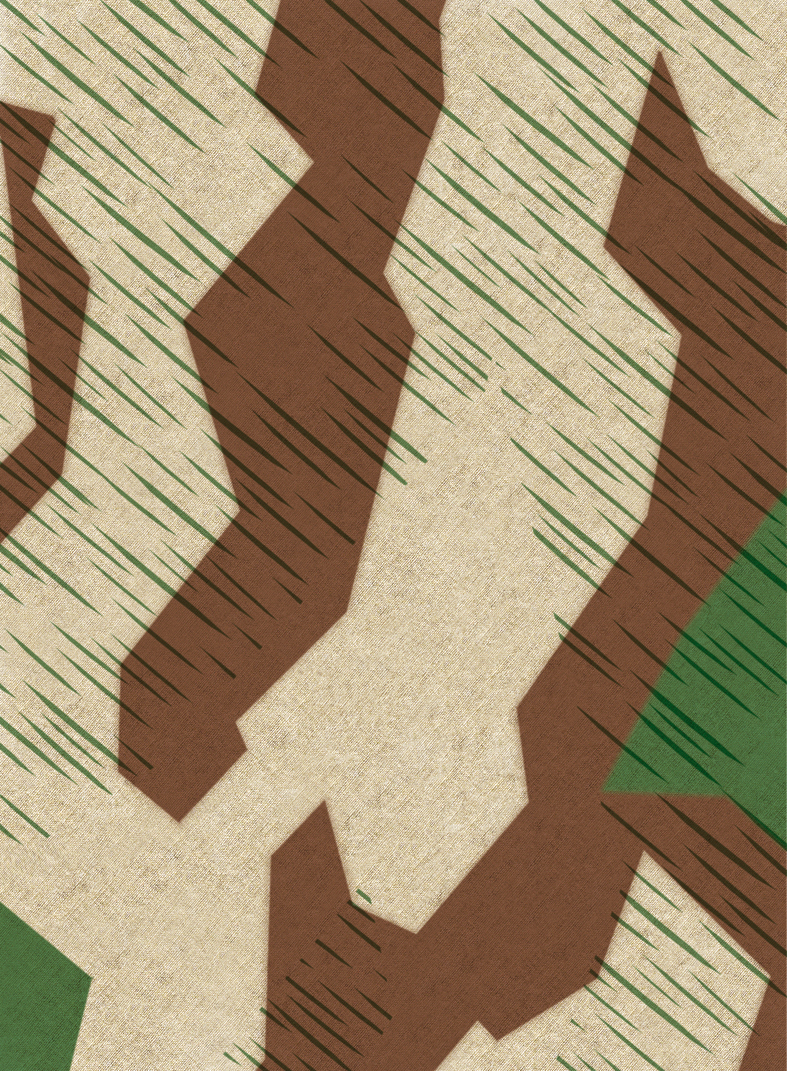
Wzór kamuflażu splittertarn stosowanego w pokrowcach
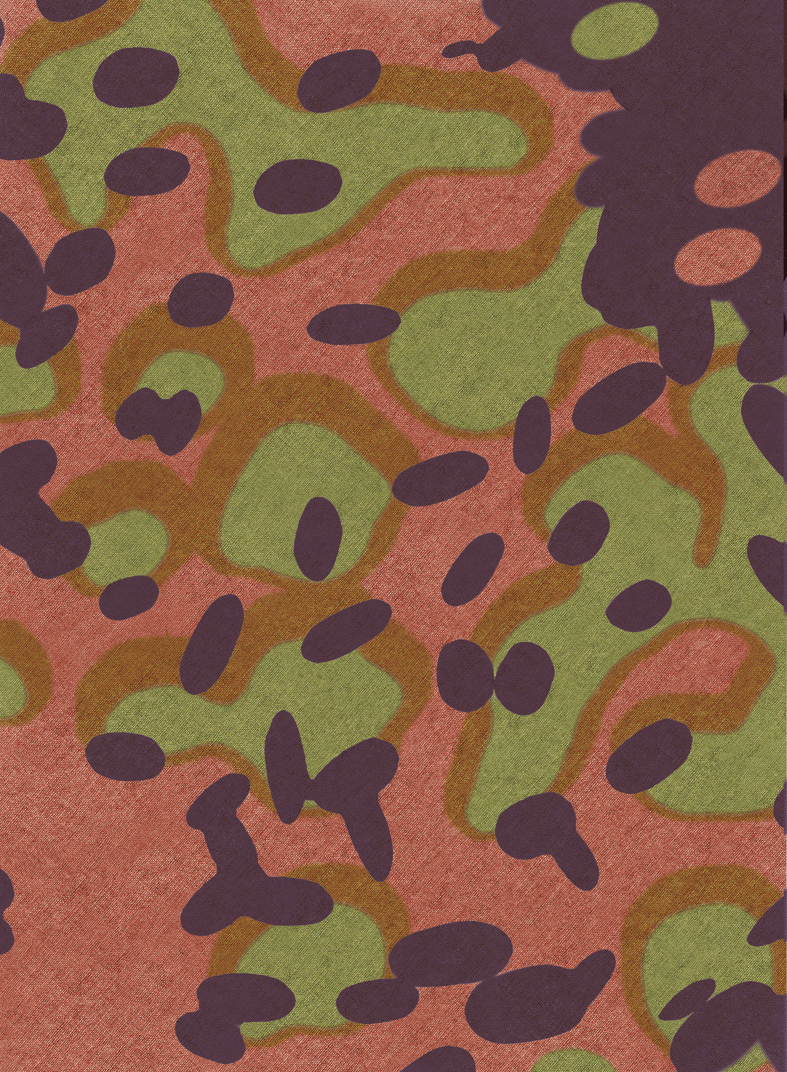
Wzór kamuflażu platanenmuster  stosowanego w pokrowcach
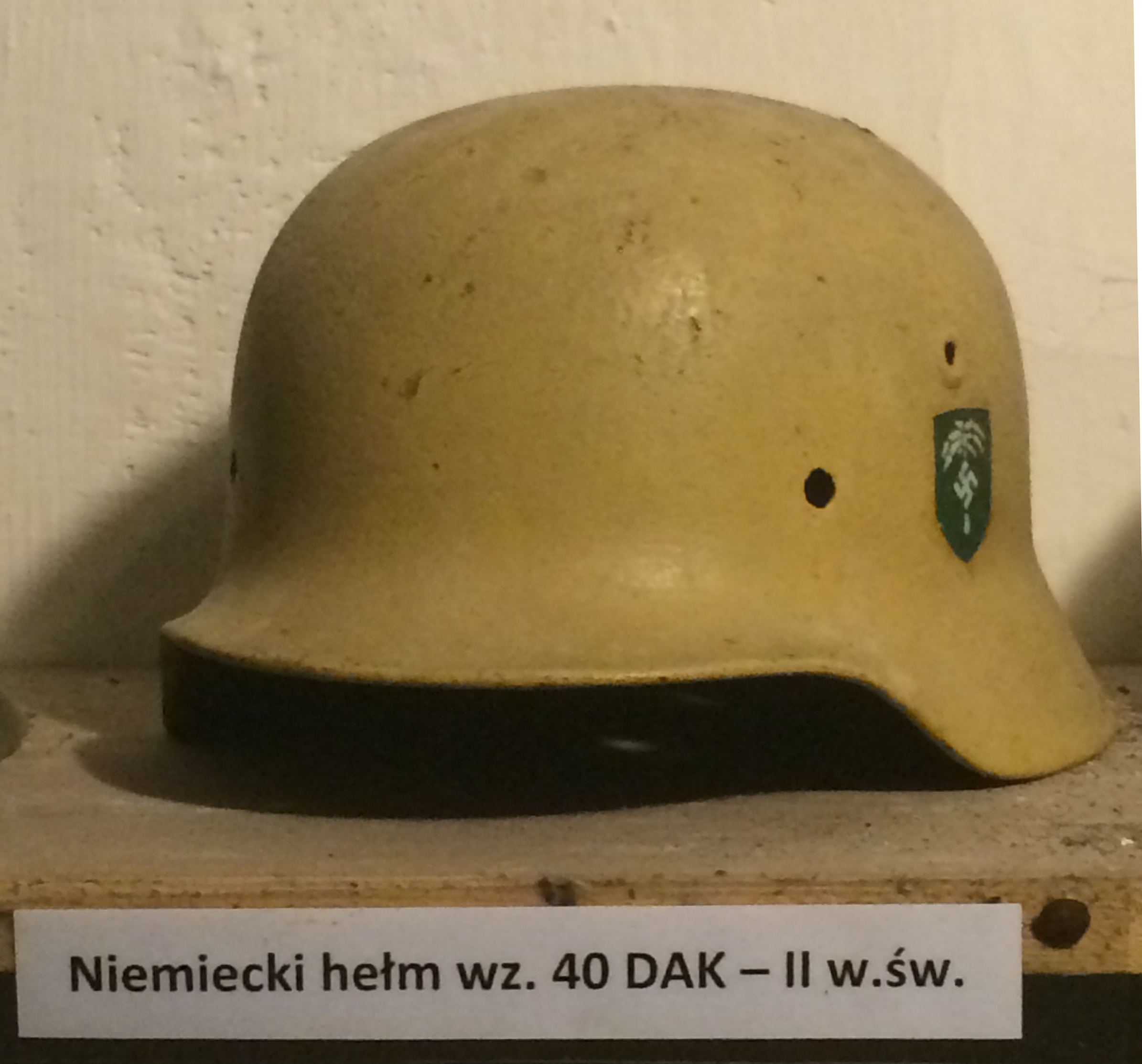
Stahlhelm M40 w malowaniu pustynnym dla Afrika Korps
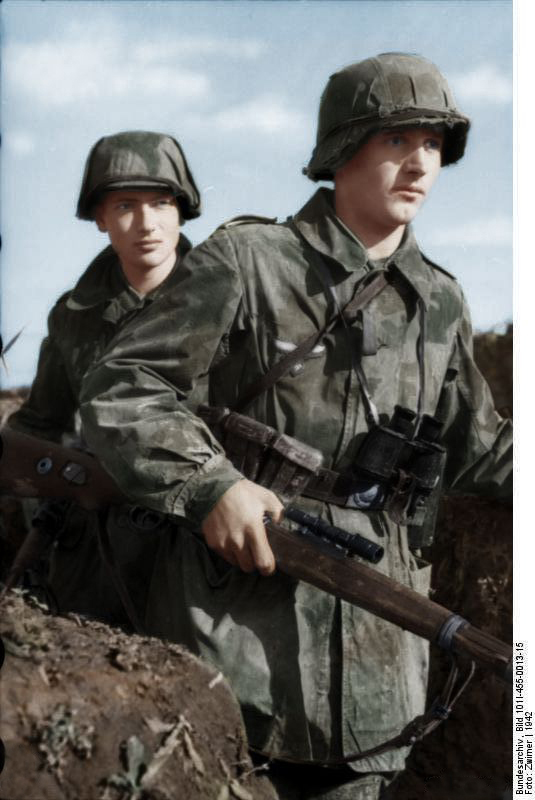
Strzelec wyborowy w nałożonym na hełm pokrowcu z kamuflażem
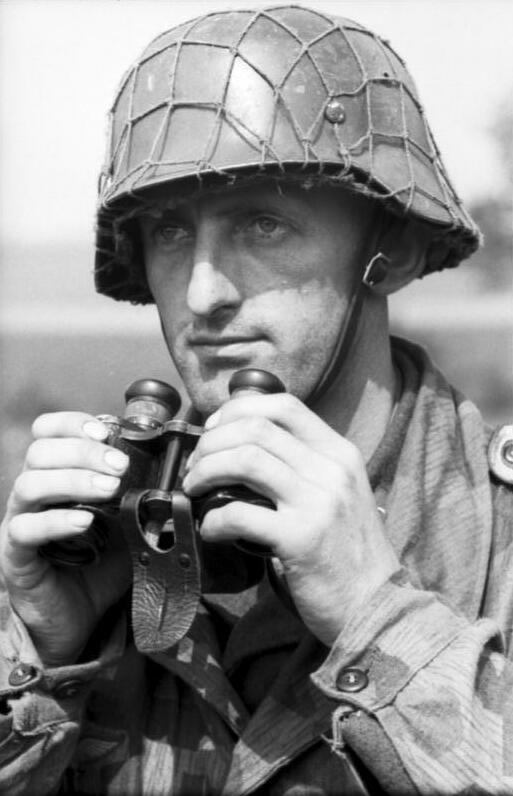
Hełm z siatką maskującą

Przykłady emblematów nanoszonych na hełmy w formie kalkomanii:

Emblemat wojsk lądowych (Heer)
Emblemat marynarki wojennej (Kriegsmarine)
Emblemat wojsk lotniczych (Luftwaffe)
Emblemat Waffen-SS
Emblematy Ordnungspolizei

### Po II wojnie światowej
Po zakończeniu II wojny światowej, w podzielonych Niemczech zrezygnowano z użytkowania w siłach zbrojnych drugowojennych Stahlhelmów. W Niemczech Zachodnich przyjęto na wyposażenie amerykańskie hełmy M1, natomiast w Niemczech Wschodnich opracowano nowy wzór hełmu – M1956.
Mimo to Stahlhelmy pozostały przez długi czas na wyposażeniu niemieckiej straży granicznej (Bundesgrenzschutz) oraz w straży pożarnej (często wykonywano je również z tworzywa sztucznego).

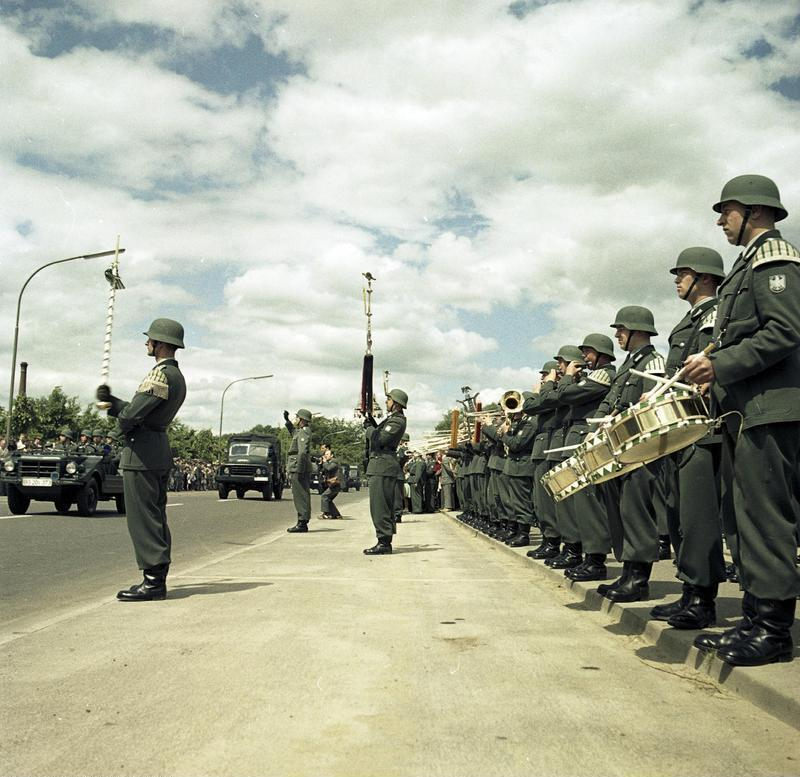
Bundesgrenzschutz w Stahlhelmach, 1961 r.
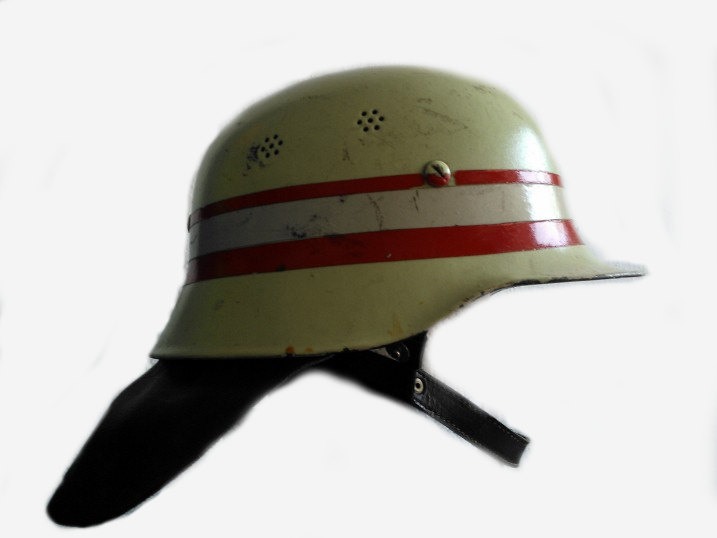
Niemiecki hełm strażacki
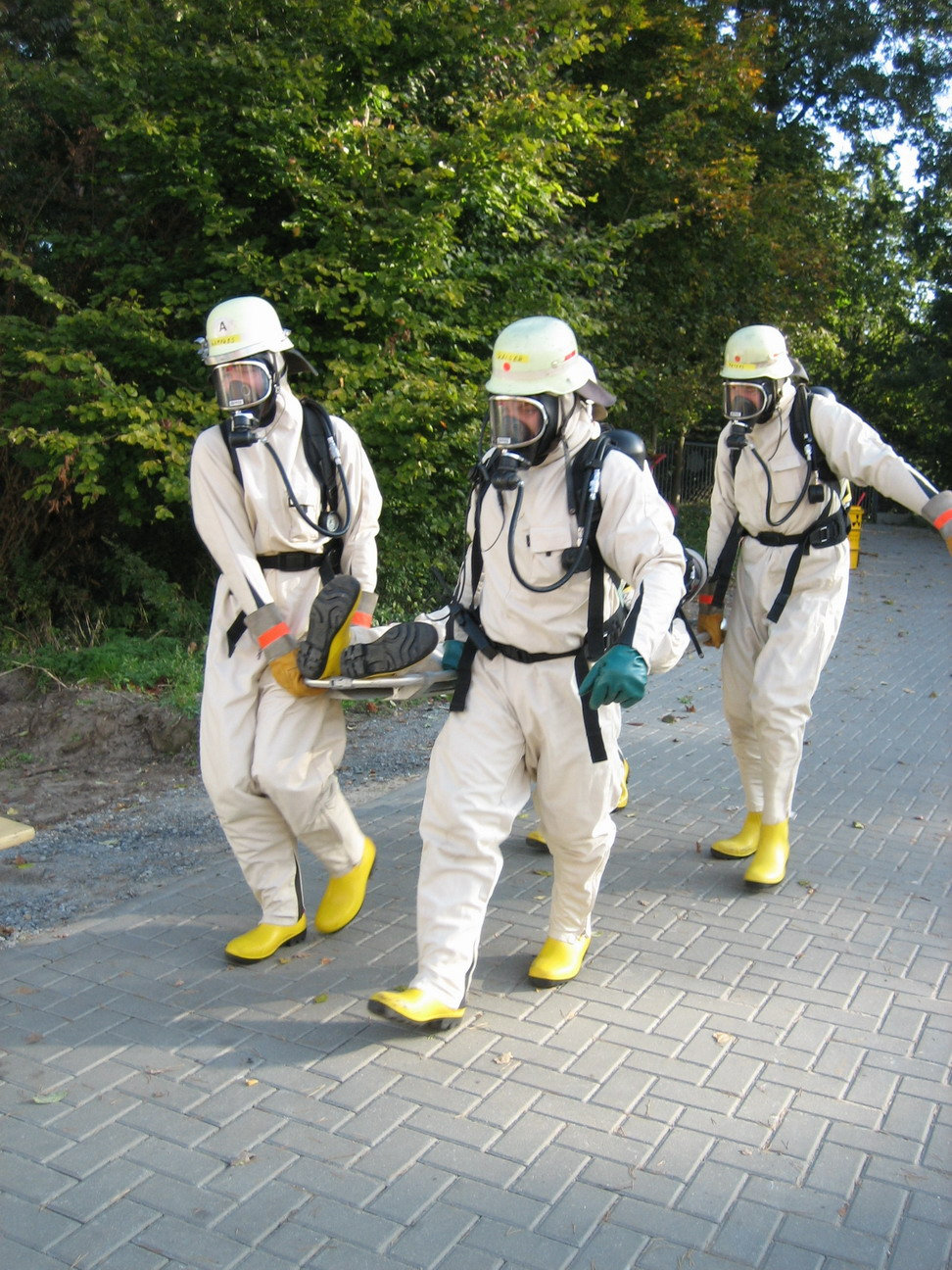
Niemiecka straż pożarna w kombinezonach ochronnych i hełmach

#### M1956

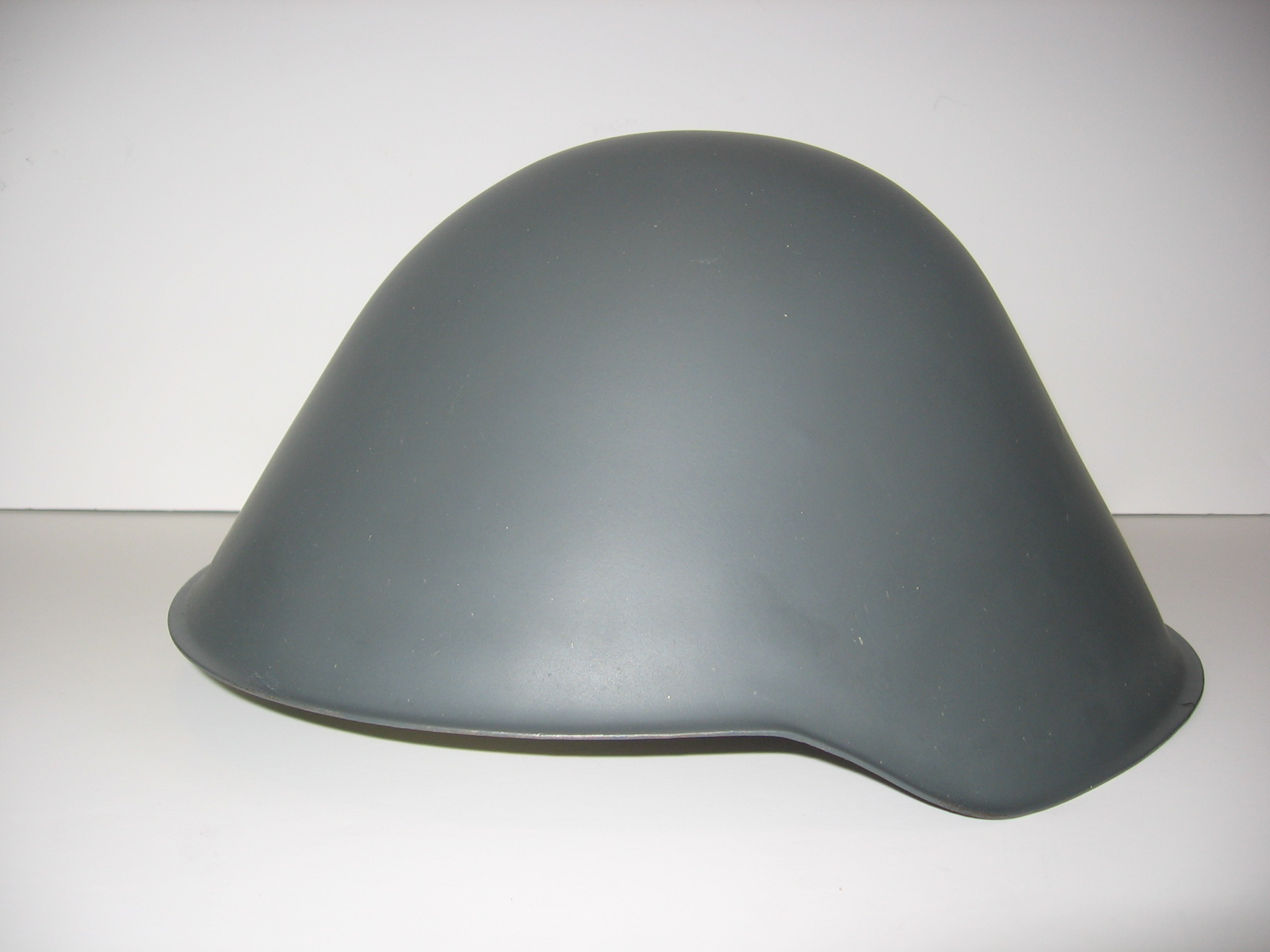
M1956

W 1956 r. armia NRD (Nationale Volksarmee) przyjęła na wyposażenie nowy rodzaj hełmu – M1956, konstrukcyjnie całkowicie odmienny niż Stahlhelm w swojej klasycznej postaci, jednak jego rodowód sięgał jeszcze II wojny światowej.
W czasie II wojny światowej okazało się, że hełm M1935 jest kosztowny i trudny w produkcji, w związku z czym podjęto próby jego uproszczenia (M1940, M1942, M1945). Równocześnie trwały jednak prace nad nową konstrukcją, mającą zapewniać porównywalną ochronę jak dotychczas użytkowane Stahlhelmy przy jak najniższych kosztach produkcji. Analiza zagrożeń wykazała, że hełm musi chronić przede wszystkim przed odłamkami pocisków padającymi pod różnymi kątami z góry; w takiej sytuacji wystarczający byłby hełm o stosunkowo płaskim i szerokim czerepie. W wyniku tych badań opracowano nowy kształt (zbliżony kształt miał także brytyjski hełm Mk. 3 „Żółw”, który pod koniec wojny wyparł hełm Brodiego). Nowy model hełmu został przedstawiony do prób w 1942. Pomimo bardzo dobrych wyników prób poligonowych z hełmami należącymi do liczącej kilkaset sztuk serii próbnej, ostatecznie nowe hełmy nie zostały przyjęte na wyposażenie Wehrmachtu (zamiast nich przyjęto Stahlhelm M1942). Przyczyną tego było to, że racji pewnego podobieństwa do kształtu hełmów brytyjskich istniało ryzyko, że w początkowej fazie masowego wprowadzania nowych hełmów noszący je żołnierze mogli łatwo stawać się ofiarami „ognia bratobójczego”, więc uznano, że taką zmianę można wprowadzać albo w nielicznej armii czasu pokoju albo w początkowej fazie wojennej rozbudowy armii. Często podawana informacja, że nowy hełm został odrzucony po osobistej decyzji Hitlera, któremu nie spodobał się kształt hełmu, jest nieudokumentowana w materiale źródłowym i wydaje się nieprawdziwa. Pod koniec wojny z powodu braków wyposażeniowych rozważano użycie bojowe hełmów z serii próbnej (miały wejść na wyposażenie Volkssturmu), więc otrzymały one oznaczenie M1944. Niejasne jest jednak, czy jakiekolwiek egzemplarze hełmów M1944 zostały istotnie użyte bojowo – źródła są tutaj sprzeczne. Po utworzeniu NRD pojawił się problem wyposażenia Nationale Volksarmee (NVA) w hełmy. Założeniem było podkreślenie, że NVA jest armią w pełni suwerennego państwa, więc jest umundurowana odmiennie od Armii Radzieckiej; z drugiej strony armia NRD miała być umundurowana tak, aby nie były obecne charakterystyczne elementy umundurowania Wehrmachtu. Od razu zatem zrezygnowano z wprowadzenia klasycznego Stahlhelmu, który w sposób jednoznaczny kojarzył się z Wehrmachtem. Rozwiązaniem okazał się hełm M1944, który wyglądał całkowicie odmiennie zarówno od klasycznego Stahhelmu, jak i radzieckiego hełmu SSz-40, a ponadto został zaprojektowany w Niemczech i nie było problemów z opłatami licencyjnymi. Na podstawie zachowanych egzemplarzy M1944 i ocalałej dokumentacji technologicznej opracowano hełm M1954 (różnił się tylko drobnymi szczegółami od M1944), który poddano próbom w NVA. Po ich pozytywnych wynikach w 1956 minimalnie zmienione hełmy M1954 przyjęto w armii NRD jako hełmy przepisowe pod nazwą M1956 (później wprowadzono odmiany – M1957 i M1971) i stosowano je tam aż do zjednoczenia Niemiec. Ponadto hełmy te były chętnie eksportowane przez rząd NRD i używane w krajach „Trzeciego Świata”.

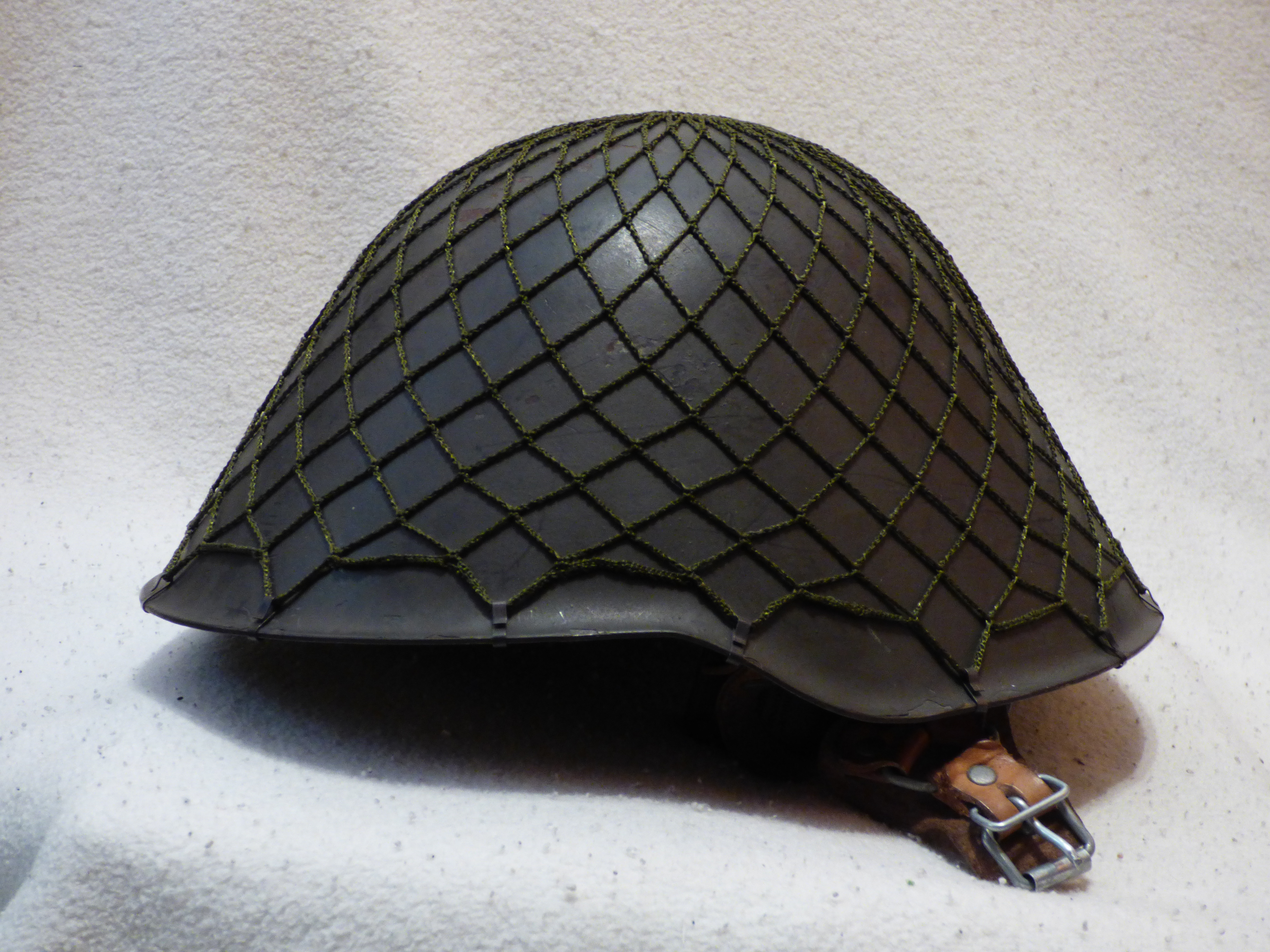
M1956 z siatką maskującą
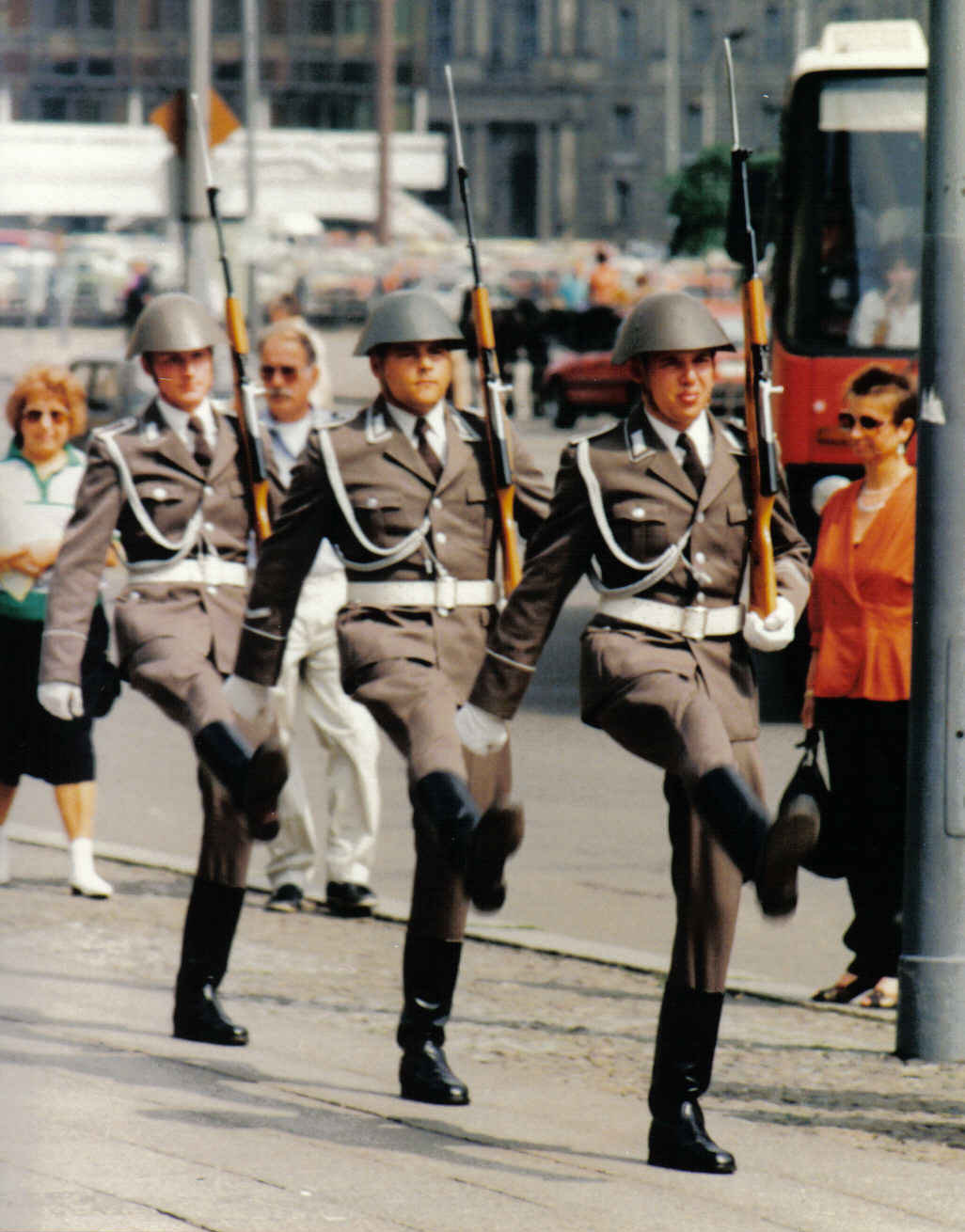
Warta honorowa armii NRD w hełmach M1956
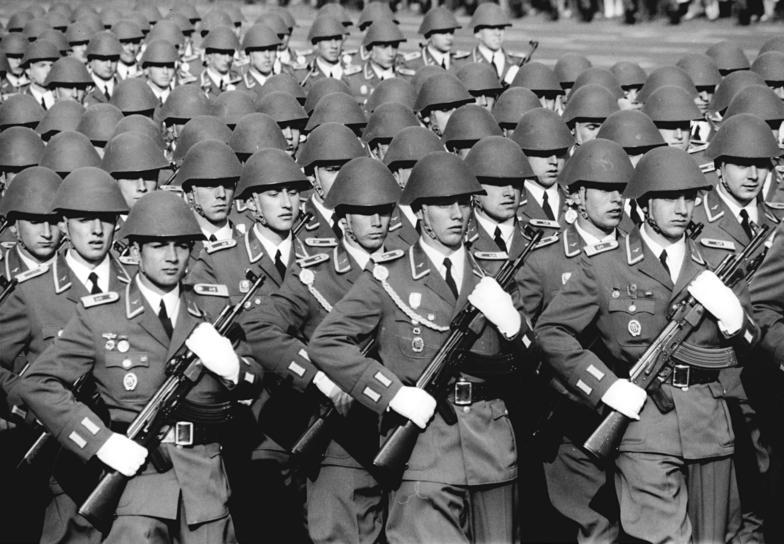
Parada Narodowej Armii Ludowej NRD w Stahlhelmach M1956, 1974 r.
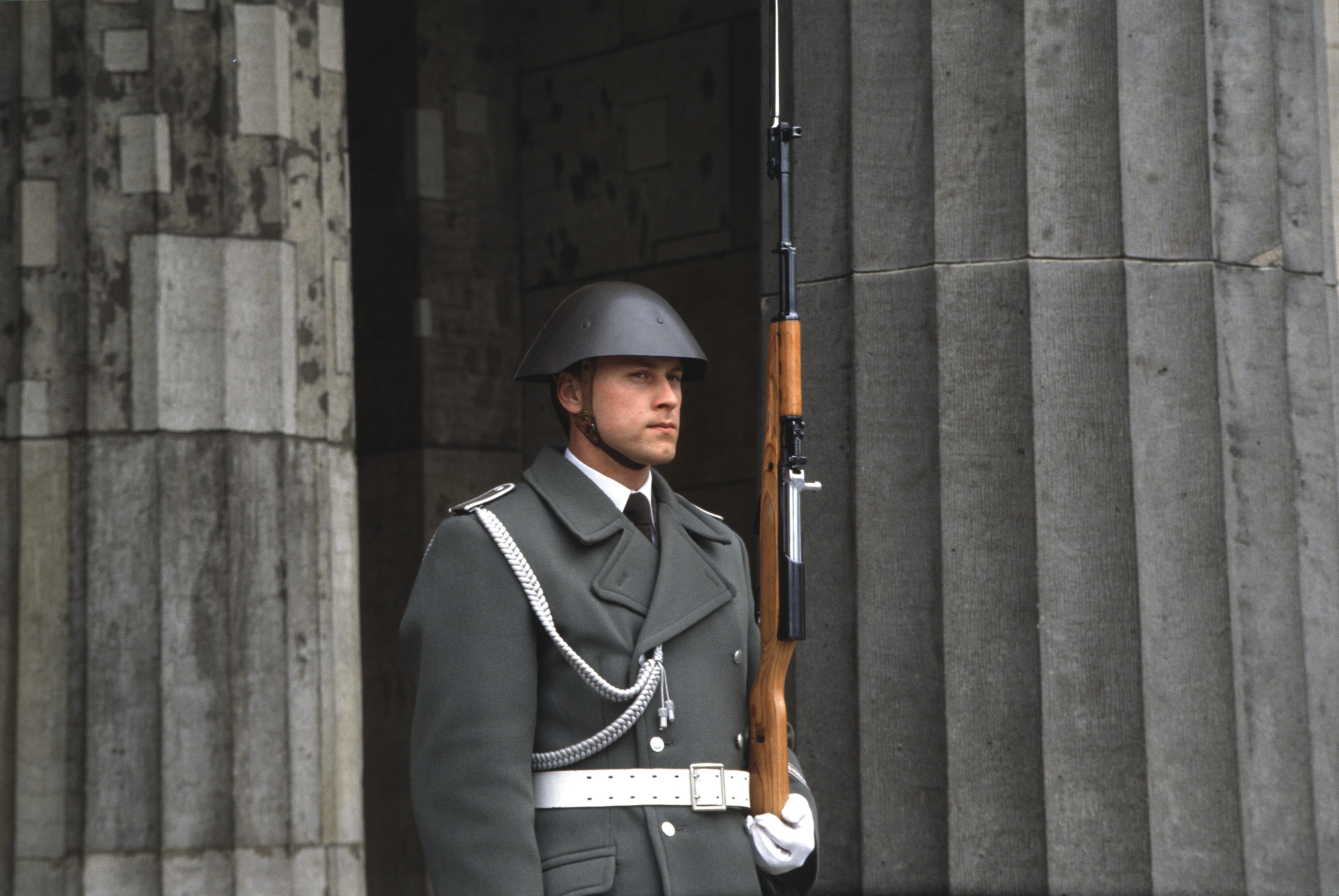
Żołnierz armii NRD w hełmie M1971, 1989 r.

## Stahlhelm w innych państwach
Stahlhelmy lub wzorowane na nich odmiany regionalne użytkowane były przez wiele państw świata, wśród których można wymienić między innymi: Afganistan, Argentynę, Austrię, Boliwię, Bułgarię, Chile, Chiny, Danię, Finlandię, Gwatemalę, Hiszpanię, Irlandię, Kolumbię, Norwegię, Rumunię, Szwajcarię, Turcję, Wenezuelę, Węgry.
Po zakończeniu I wojny światowej wiele niemieckich i austro-węgierskich Stahlhelmów znalazło się na wyposażeniu państw odzyskujących niepodległość (np. Czechosłowacja, Litwa, Łotwa, Polska i wiele innych). Po zakończeniu II wojny światowej ogromna liczba porzuconych przez wycofujący się Wehrmacht Stahlhelmów wykorzystane zostały przez państwa wyzwalane spod niemieckiej okupacji, jak np. w Norwegii.
W latach 60. i 70. Stahlhelmy stały się popularne w kręgach amerykańskich subkultur motocyklowych, niekiedy stając się nawet symbolem niektórych gangów (np. Hells Angels). Popularnością nadal cieszą się wzorowane na nich repliki wykonane z tworzyw sztucznych, użytkowane jako kaski motocyklowe.
Stahlhelmy nadal wykorzystywane są przez żołnierzy armii chilijskiej podczas oficjalnych ceremonii.

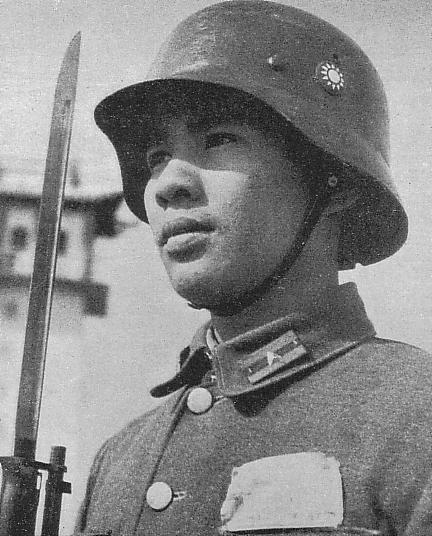
Żołnierz chińskiego Kuomintangu w hełmie M1935
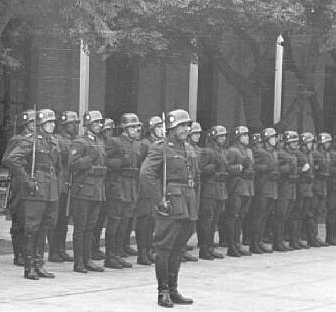
Żołnierze argentyńscy w hełmach M1935, 1941 r.
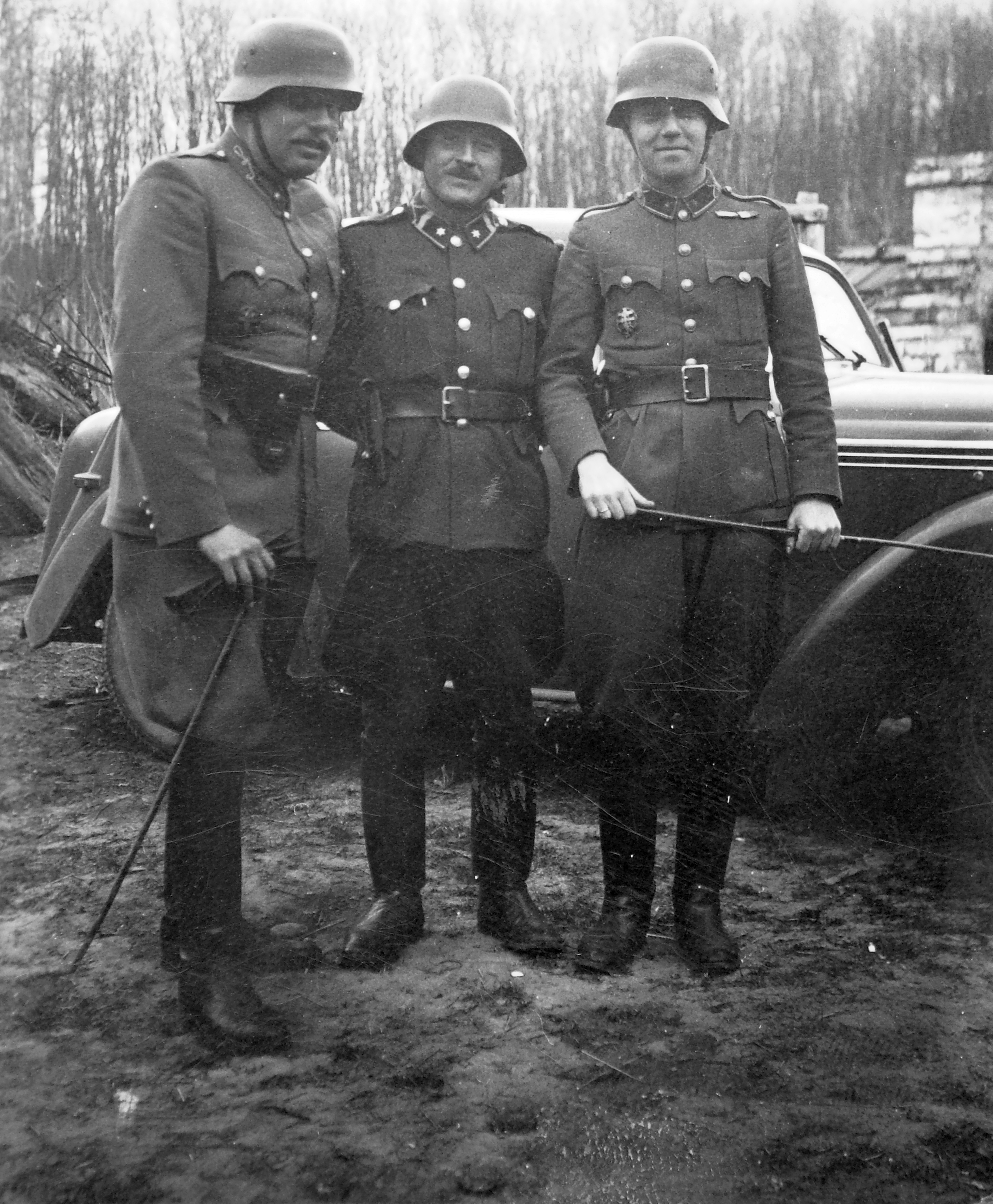
Żołnierze węgierscy w hełmach M38 (węgierska odmiana Stahlhelmu)
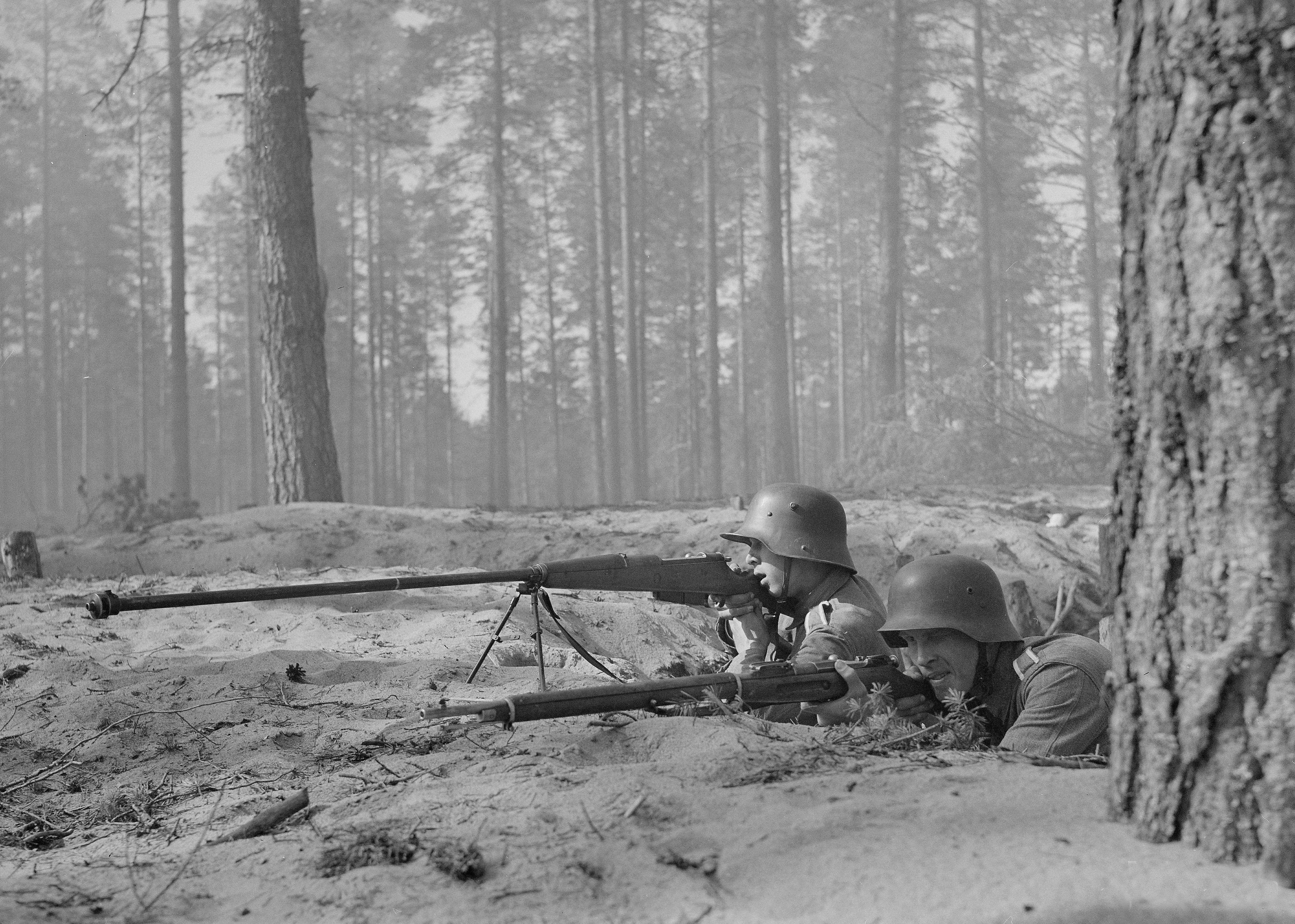
Żołnierze fińscy w Stahlhelmach: niemieckim M1916 oraz węgierskim M38
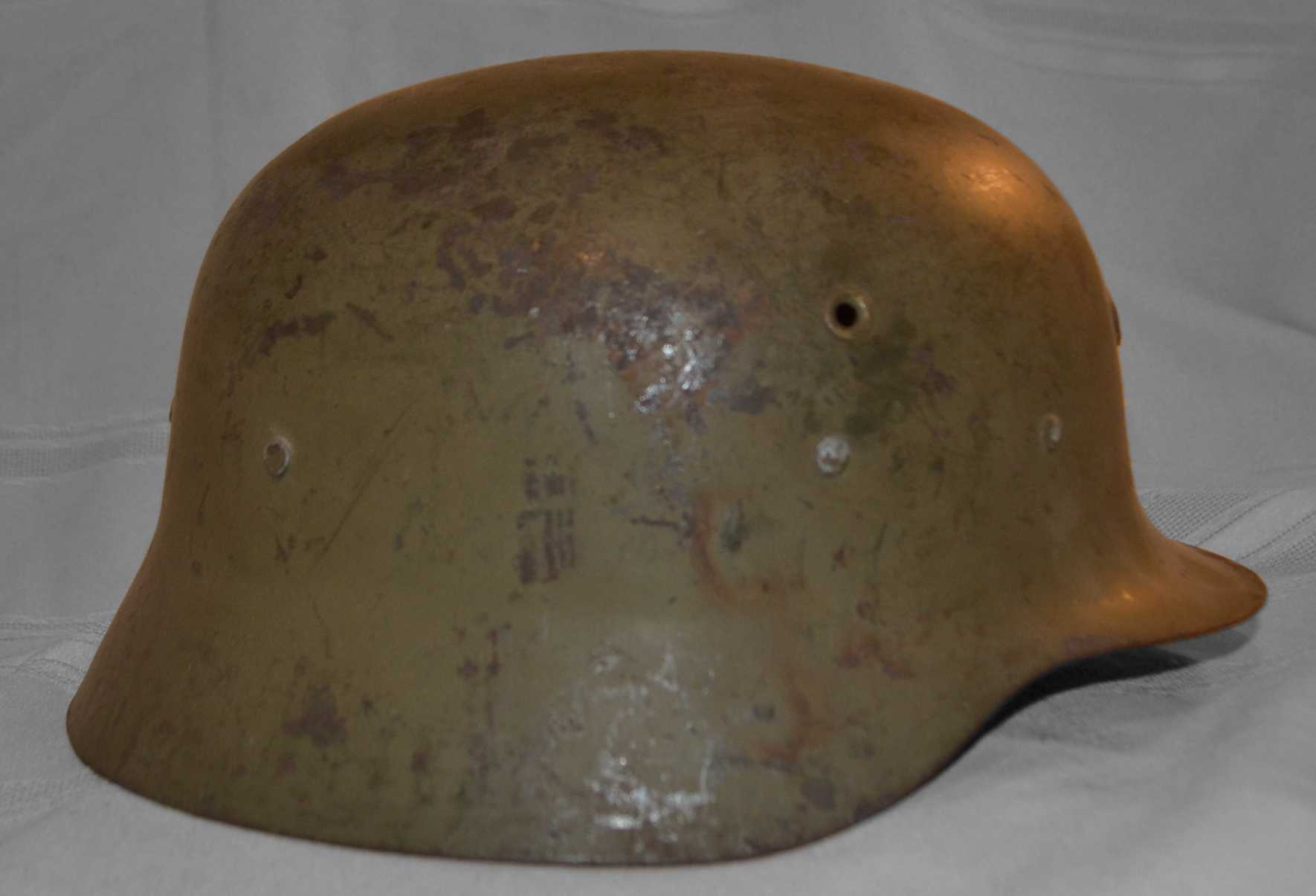
Hiszpański M1942 Modelo Z (hiszpańska odmiana Stahlhelmu)
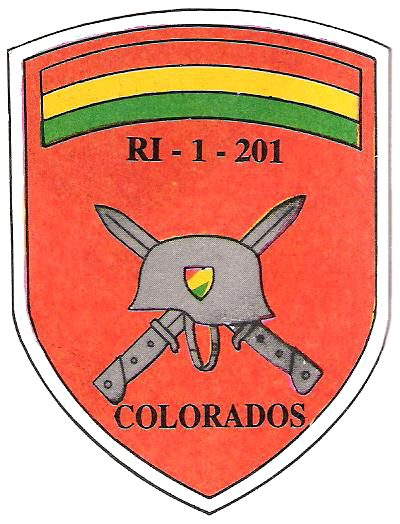
Emblemat boliwijskiego regimentu Colorados
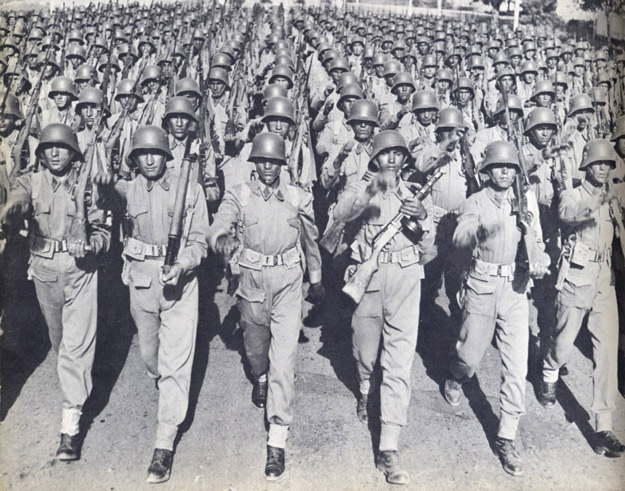
Żołnierze afgańscy w Stahlhelmach, lata 50. XX w.
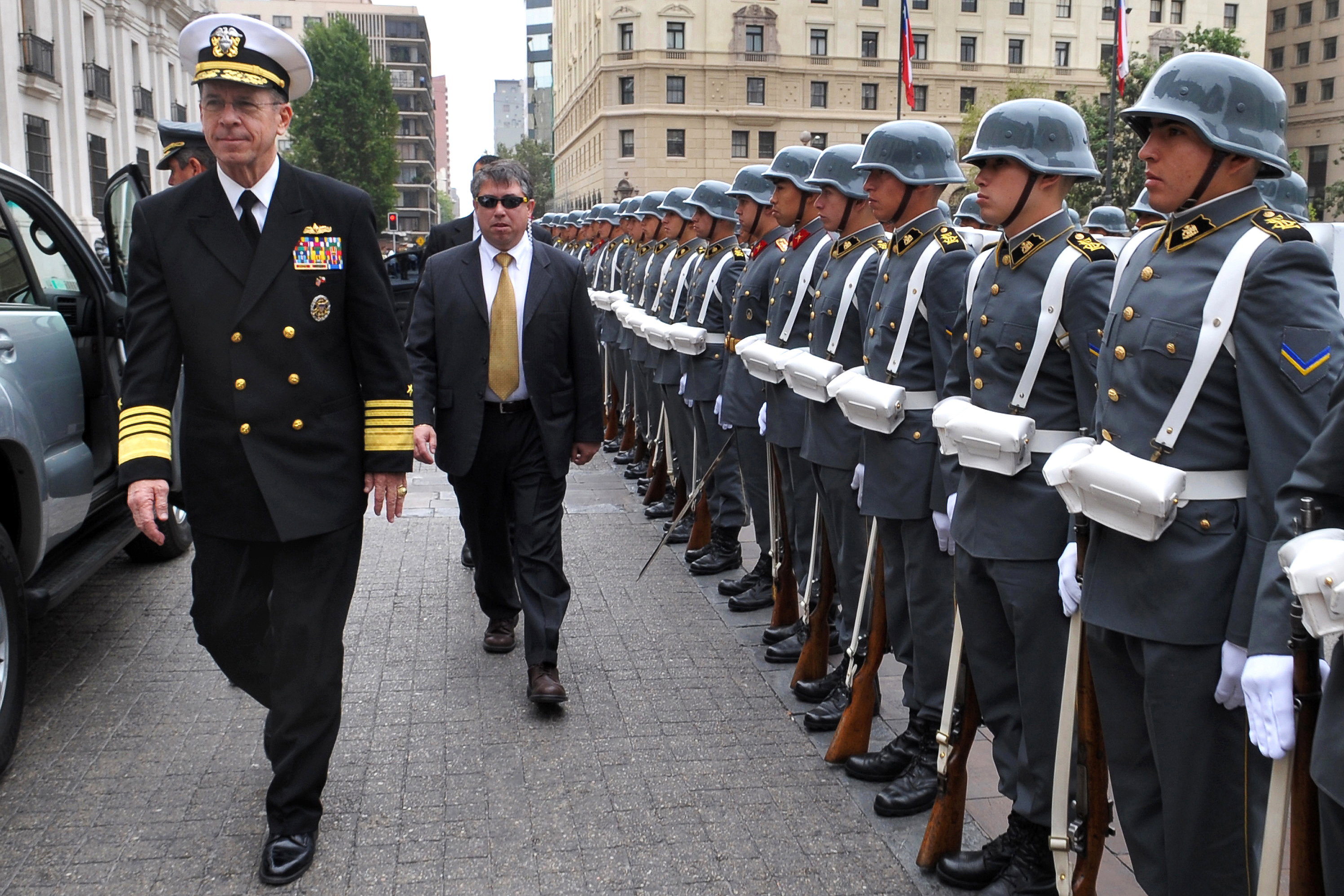
Admirał Michael Mullen przed kompanią reprezentacyjną chilijskiej armii
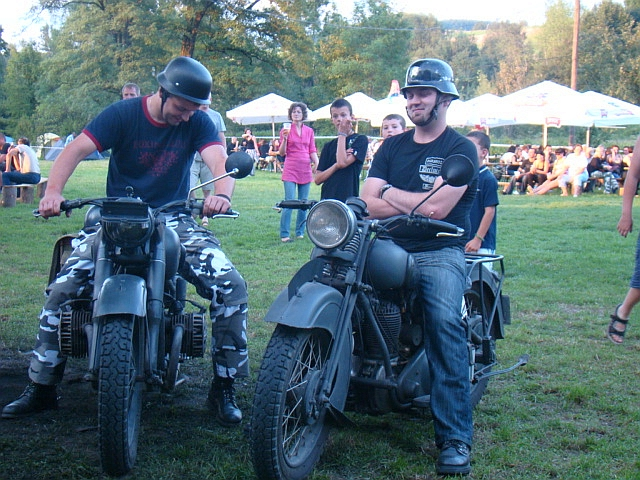
Motocykliści w kaskach wzorowanych na Stahlhelmy

### Austro-Węgry
Do I wojny światowej żołnierze armii austro-węgierskiej przystąpili (podobnie jak inne walczące strony) wyposażeni w płócienne czapki. Po opracowaniu niemieckiego Stahlhelmu M1916, w ramach sojuszniczej pomocy wysyłano je również do Austro-Węgier, gdzie do końca wojny sprzedano 486 000 szt. M1916.

#### M1917

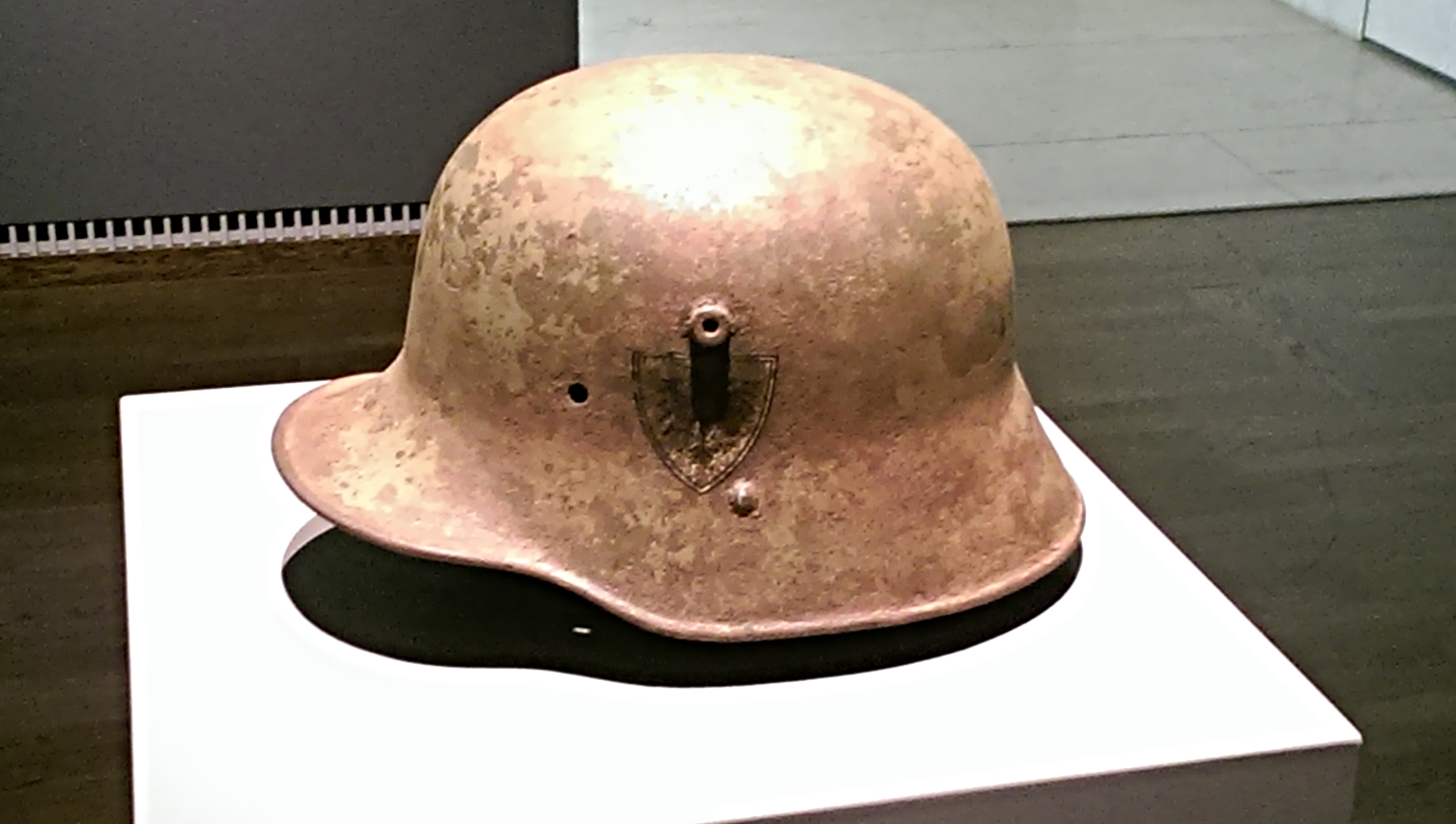
M1917

W 1917 r. Austriacy opracowali własny nieznacznie zmodyfikowany wariant tego hełmu, przyjęty na wyposażenie jako Stahlhelm Modell 1917 (skr. M1917, M17). Od niemieckiego pierwowzoru różnił się zastosowaniem parcianego paska podbródkowego (zamiast skórzanego), który posiadał inny system zapinania, a jego mocowanie umiejscowione było znacznie wyżej niż w hełmie M1916 (charakterystyczna różnica w wyglądzie zewnętrznym – nit mocujący pasek znajduje się na wysokości rozszerzania się dzwonu w nakarczek). Hełmy użytkowane przez Austro-Węgry malowane były również w innym kolorze – isonzobraun (szaro-brązowy). Hełmy M1917 produkowano w rozmiarach od 62 (obwód głowy do 54 cm) do 68 (obwód głowy do 60 cm). Analogicznie jak w hełmach niemieckich, tak również w M1917 przewidziano montaż dodatkowej płyty pancernej Stirnpanzer, jednak w wersji austro-węgierskiej była ona nieco cieńsza (5 mm zamiast 6–7 mm).
M1917 produkowany był w następujących fabrykach: Bruder Gottlieb (w Brunn), A. Westen (w Cilli), Berndorfer Mettallwarenfabrik Arthur Krupp A.G. (w Berndorf), Februder Bohler (w Kapfenberg). Po rozpadzie Austro-Węgier (1918 r.) hełmy M1917 znalazły się na wyposażeniu armii państw tworzących się na gruzach dawnego cesarstwa (między innymi Polski, Węgier czy Czechosłowacji). Po dokonaniu anschlussu Austrii przez III Rzeszę w 1938 r. hełmy M1917 znalazły się również na wyposażeniu niemieckim. Kierowane głównie do formacji policyjnych lub tyłowych, gdzie przemalowywano je na kolor feldgrau oraz nanoszono niemieckie insygnia.

#### Berndorfer M1917
Na początku 1917 r. w zakładach Berndorfer Mettallwarenfabrik Arthur Krupp A.G. opracowano jeszcze inny wariant hełmu, o odmiennej oryginalnej konstrukcji – Berndorfer M1917. W Berndorferze charakterystyczny nakarczek spłycono i zmniejszono wcięcie na wysokości jego łączenia z daszkiem, przez co przybrał on postać ronda okalającego hełm na całej długości. Zrezygnowano z kominków wentylacyjnych, a mocowanie płyty pancernej przeniesiono na szczyt hełmu w postaci wystającego „guzika” (pełniącego jednocześnie funkcję wentylacyjną). Zmianie uległa również konstrukcja doczepianej płyty pancernej, ze względu na odmienny sposób mocowania. Do końca wojny wyprodukowano 140 000 hełmów Berndorfer.

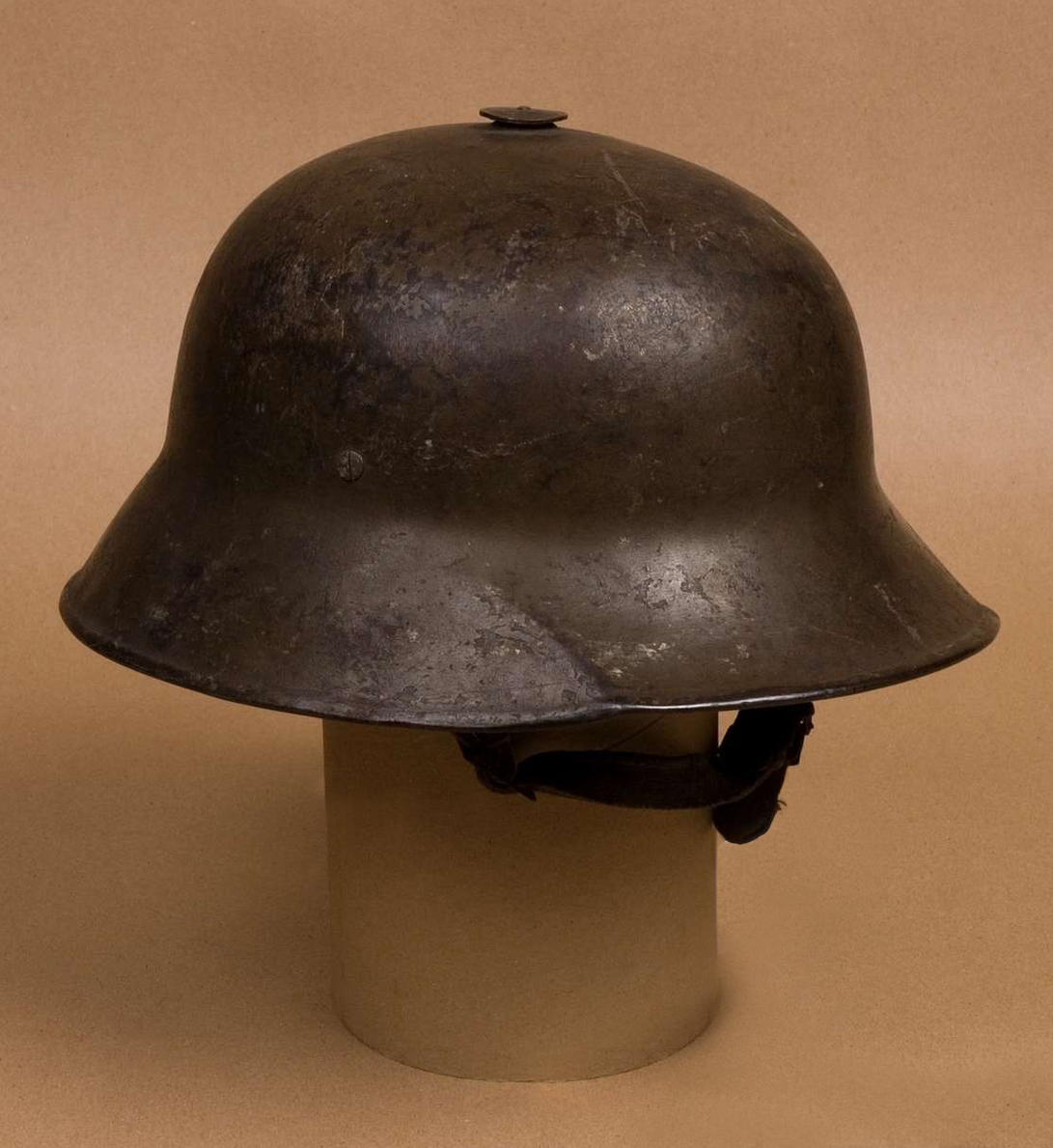
Berndorfer
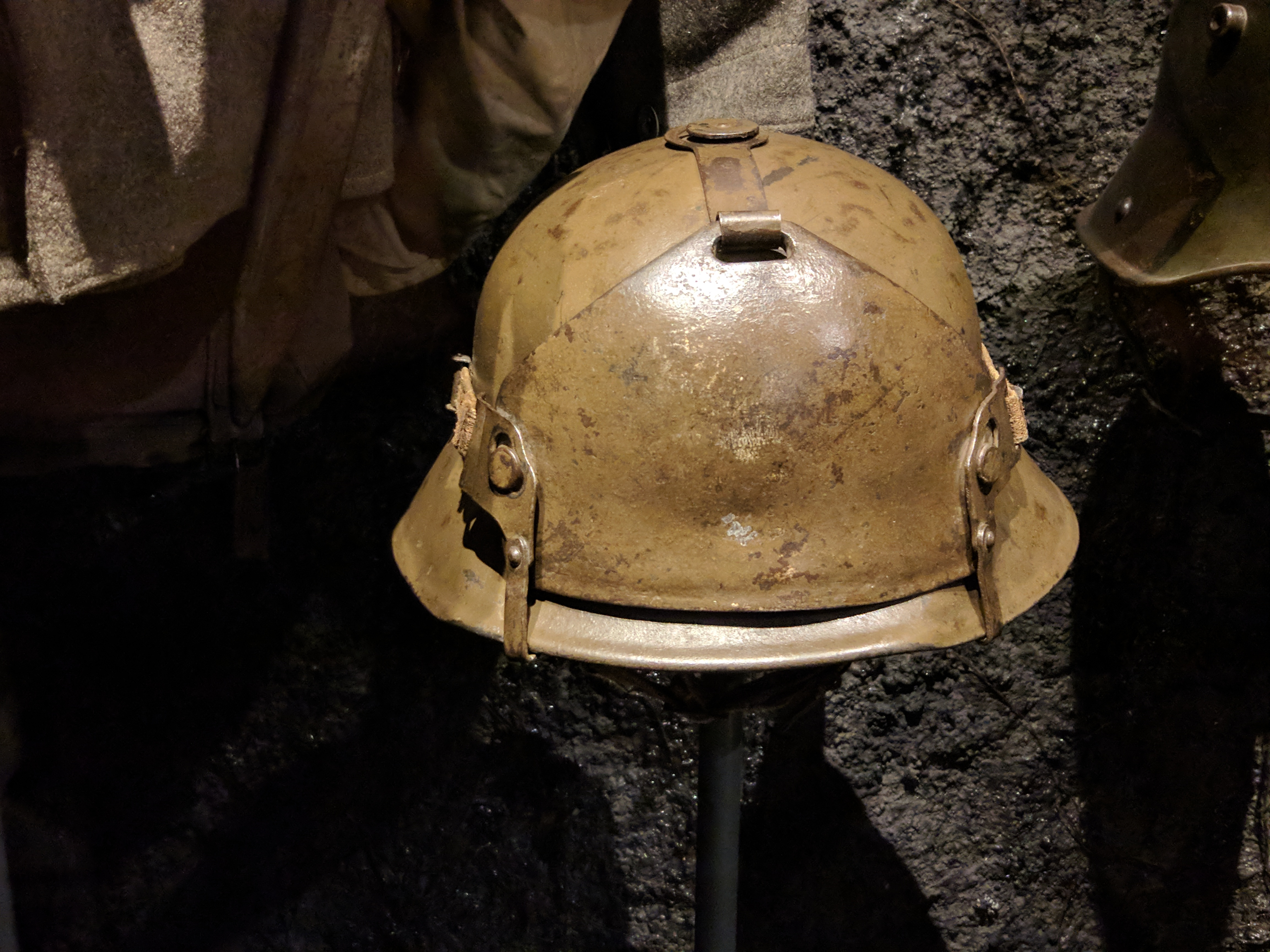
Berndorfer z płytą pancerną
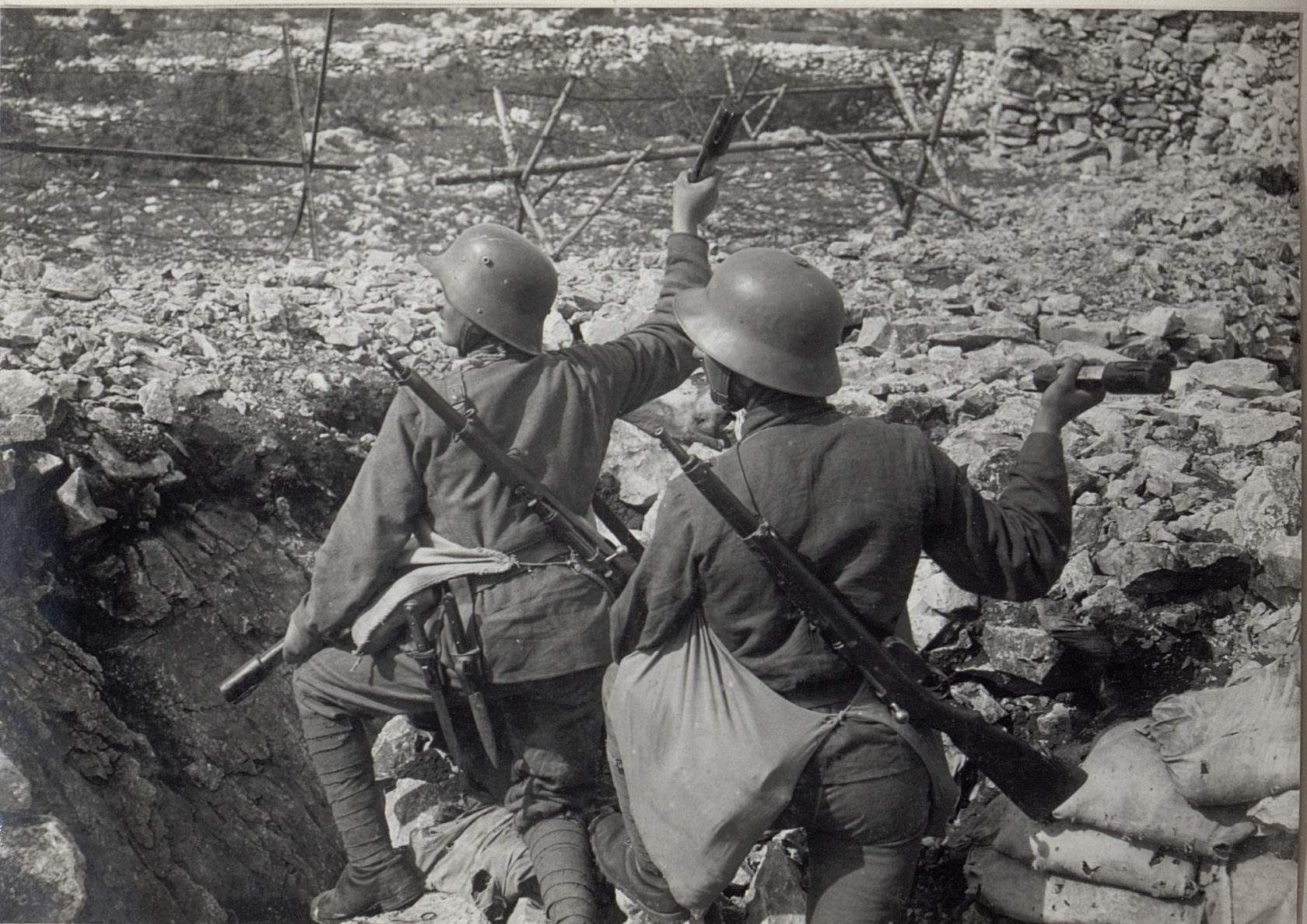
Żołnierze austro-węgierscy wyposażeni w hełmy M1916 oraz Berndorfer

#### M1918
Pod koniec wojny w Austro-Węgrzech opracowano kolejną wersję Stahlhelmu – M1918, jednak nie zdążono wyprodukować go w większej ilości. Względem M1917 zmodyfikowano w nim sposób mocowania fasunku i paska podbródkowego, co w wyglądzie zewnętrznym objawiało redukcją ilości nitów mocujących i umieszczeniem ich znacznie wyżej (obok kominka wentylacyjnego).

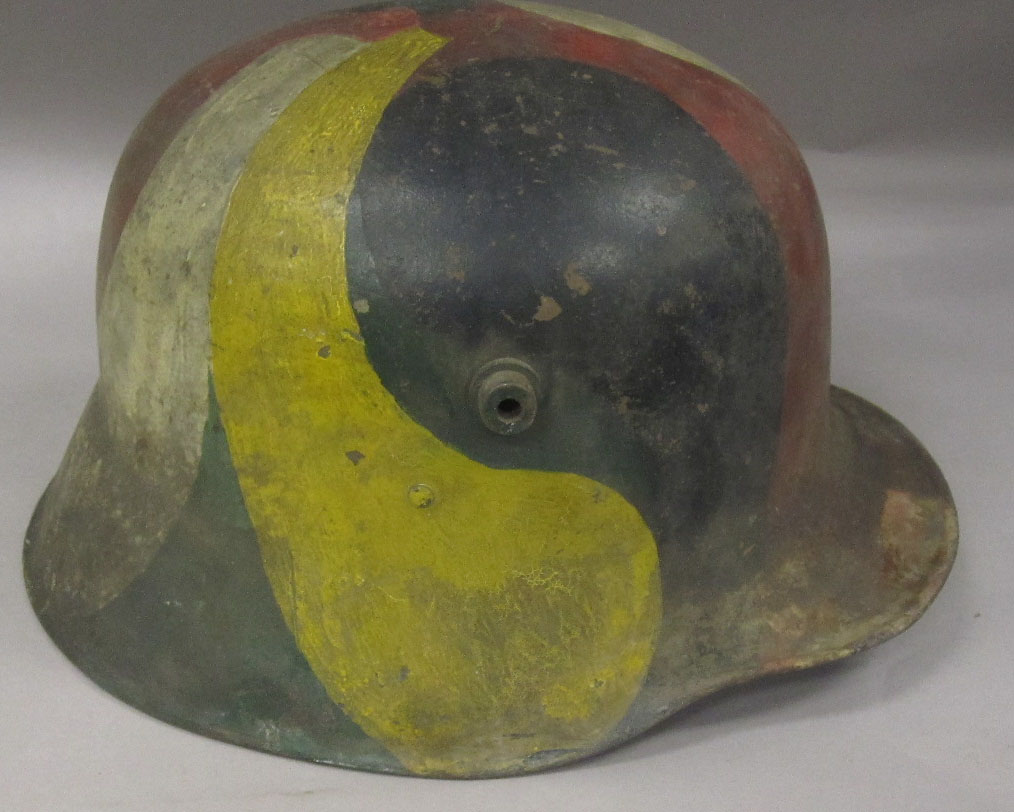
M1918

### Imperium Osmańskie
W czasie I wojny światowej, Niemcy dostarczyły swojemu sojusznikowi Imperium Osmańskiemu 5400 szt. hełmów M1916 w zmodyfikowanej wersji. Modyfikacje egzemplarzy przeznaczonych dla żołnierzy tureckich, polegały na obcięciu daszka i nakarczka.

### Irlandia
W okresie dwudziestolecia międzywojennego armia irlandzka przyjęła na wyposażenie kopię niemieckiego Stahlhelmu M1918, który produkowany był na jej potrzeby przez brytyjskie zakłady Vickersa. W czasie II wojny światowej Irlandia zachowała neutralność, jednak w 1940 przyjęła brytyjską ofertę zastąpienia umundurowania wzorowanego na niemieckim przez brytyjskie battle dressy i hełmy Brodiego.

### Polska
Po I wojnie światowej w odzyskującej niepodległość Polsce, znalazła się duża liczba Stahlhelmów przejętych po wojskach niemieckich i austro-węgierskich. Stąd zostały włączone na wyposażenie tworzących się polskich sił zbrojnych jak np. Armii Wielkopolskiej podczas powstania wielkopolskiego, czy następnie Wojska Polskiego podczas wojny polsko-bolszewickiej. Stahlhelmy użytkowane były w armii polskiej wespół z innymi dostępnymi rodzajami hełmów (np. francuskimi Adrianami), do czasu wprowadzenia własnego wzoru hełmu stalowego – wz. 31, po czym były sukcesywnie usuwane z uzbrojenia. W kwietniu 1934 r. posiadano jeszcze 19 115 sztuk stahlhelmów, w tym 5000 miał na stanie Korpus Ochrony Pogranicza. Pod koniec lat 30. jedyną jednostką polskiej armii wyposażoną etatowo w stahlhelmy (M1916) była 10 Brygada Kawalerii, w których to przystąpiła do kampanii wrześniowej.
Stahlhelmy użytkowane były również przez polską Policję Państwową (z naniesionym na czoło dzwonu dużym metalowym polskim orłem). Większość użytkowanych egzemplarzy pochodziła z przejętych zapasów pozaborczych, ale w 1924 r. policja dokupiła jeszcze 6820 sztuk stahlhelmów.
W terminologii stosowanej w Wojsku Polskim nie rozróżniano Stahlhelmów w wersjach M1916, M1917 czy M1918, traktując je zbiorczo jako jeden – wz. 16.
W czasie powstania warszawskiego, jako sprzęt zdobyczny były noszone przez powstańców po usunięciu insygniów niemieckich i ewentualnym dodaniu polskich znaków – opaski, malowanego orła, proporczyków i wielu innych. Także po II wojnie światowej stosowano niemieckie hełmy różnych wzorów, m.in. w Milicji Obywatelskiej czy w straży pożarnej.

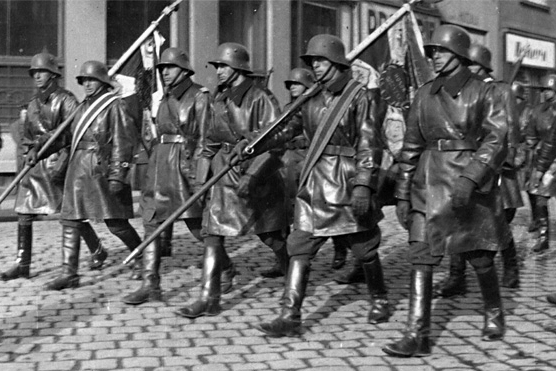
Poczty sztandarowe 24 pułku ułanów i 10 pułku strzelców konnych z 10 Brygady Kawalerii w hełmach M1916 podczas defilady w Rzeszowie
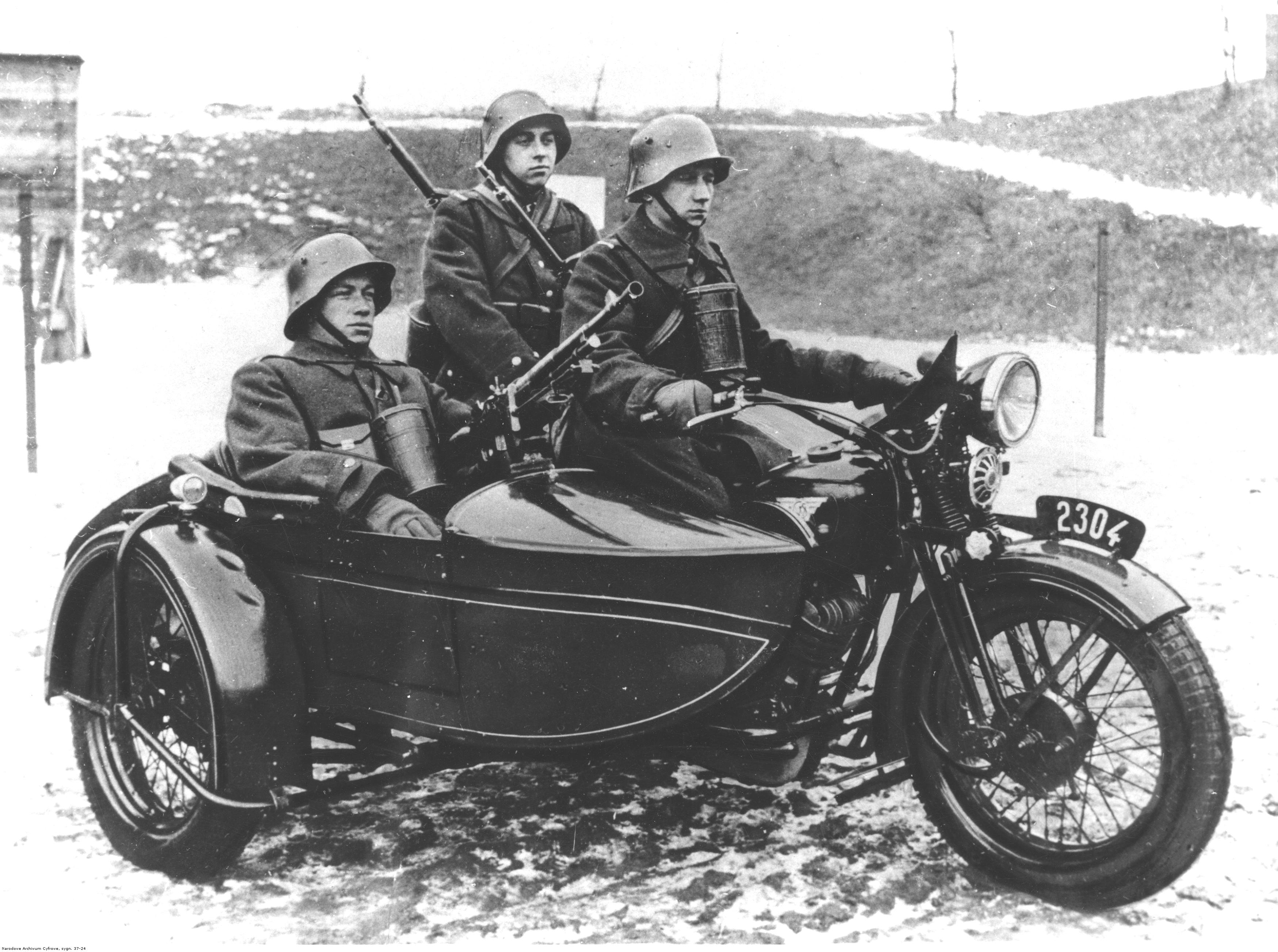
Saperzy Centrum Wyszkolenia Saperów w Modlinie w hełmach M1916, 1938 r.
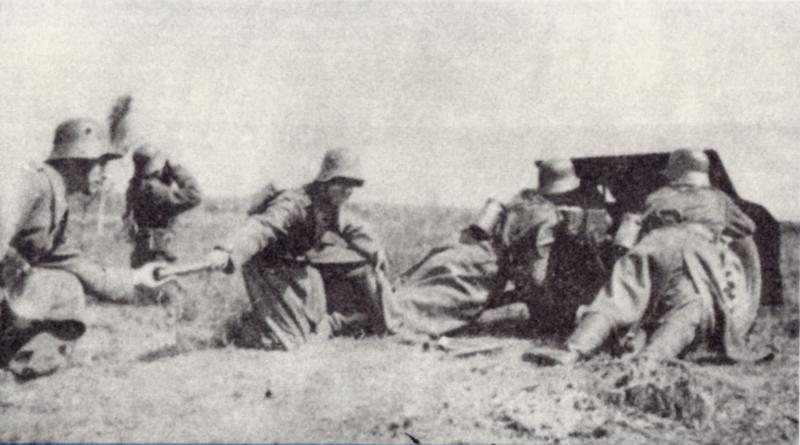
Żołnierze 10 Brygady Kawalerii obsługujący armatę Bofors 1938 r.
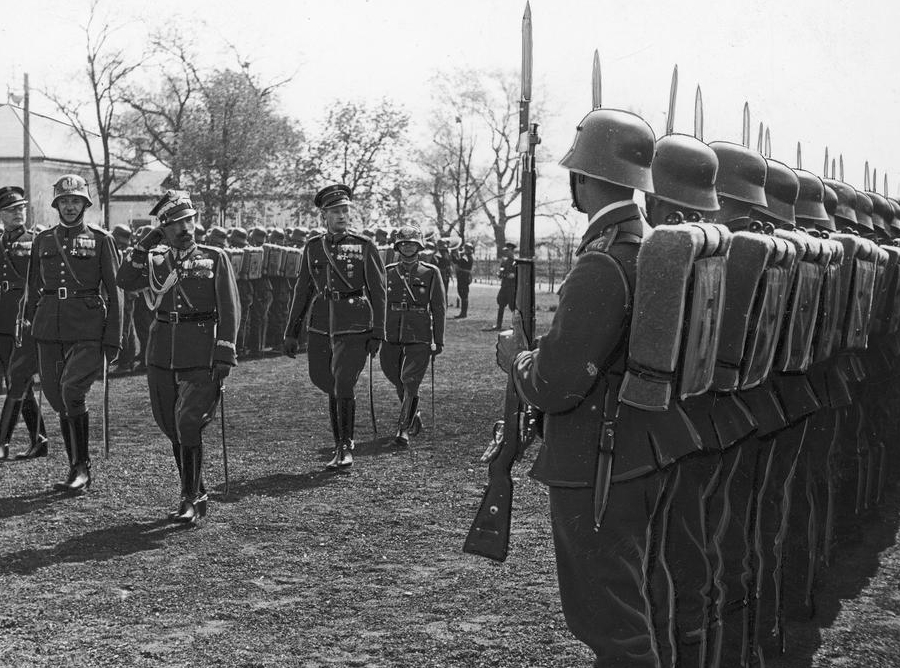
Uroczystość 3-lecia szkoły policyjnej w Golędzinowie. Komendant główny Policji Państwowej gen. Kordian Zamorski (salutuje) przechodzi przed frontem kandydatów rezerwy, 1939 r.
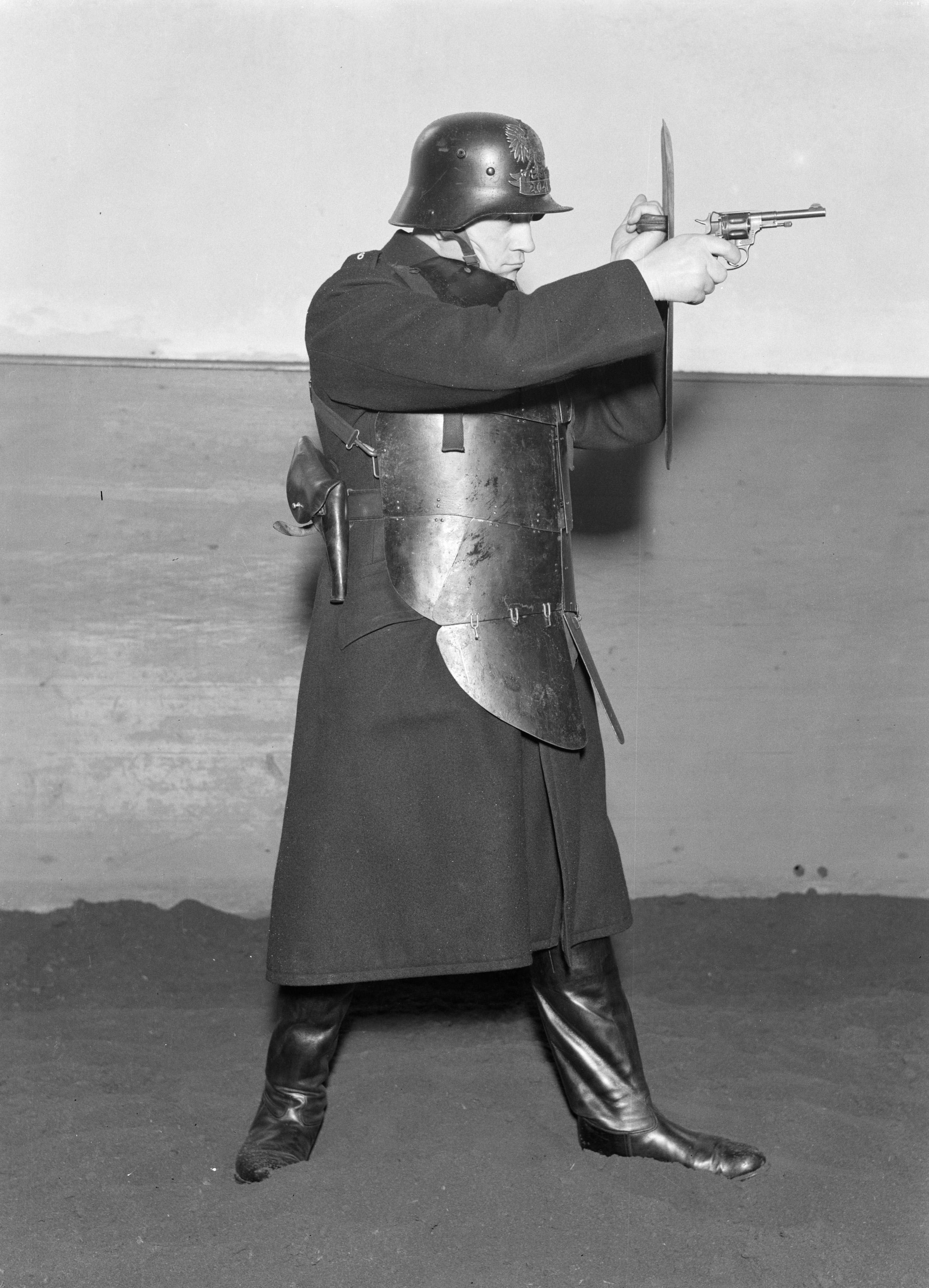
Polski policjant, wyposażony w hełm M1916
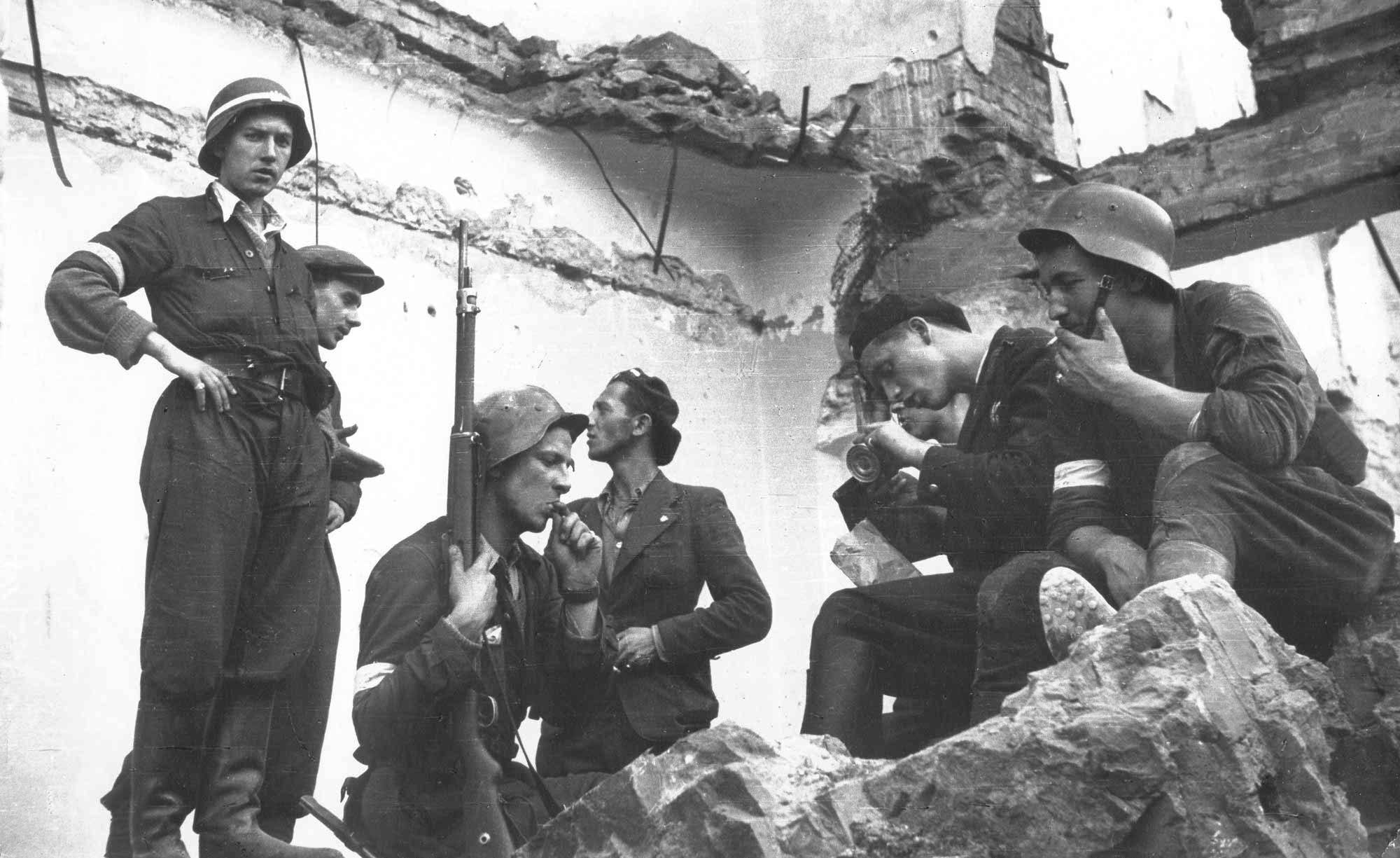
Żołnierze AK w zdobycznych Stahlhelmach, 1944 r.